# Меншиков в Берёзове
«Ме́ншиков в Берёзове» — картина русского художника Василия Сурикова (1848—1916), завершённая в 1883 году. Хранится в Государственной Третьяковской галерее в Москве (инв. 776). Размер полотна — 169 × 204 см (по другим данным, 169,5 × 205,5 см). Тема произведения связана с историческими событиями конца 1720-х годов — ссылкой приближённого и ближайшего сподвижника Петра I Александра Даниловича Меншикова и его семьи в город Берёзов (ныне посёлок городского типа Берёзово в составе Ханты-Мансийского автономного округа). На картине в интерьере крестьянской избы изображены сам Меншиков и трое его детей — старшая дочь Мария, младшая дочь Александра и сын Александр. Вместе с двумя другими полотнами 1880-х годов — «Утро стрелецкой казни» (1881) и «Боярыня Морозова» (1887) — картину «Меншиков в Берёзове» иногда объединяют в историческую трилогию Сурикова, посвящённую драматическим событиям российской истории XVII—XVIII веков.
Замысел нового произведения возник у Сурикова летом 1881 года, когда он вместе с семьёй жил на даче в подмосковной деревне Перерва. В том же году были созданы первые эскизы для будущей картины «Меншиков в Берёзове», а вся работа над полотном заняла около двух лет. Картина была представлена на 11-й выставке Товарищества передвижных художественных выставок («передвижников»), открывшейся в марте 1883 года в Санкт-Петербурге, а в апреле переехавшей в Москву. Прямо с выставки полотно было приобретено Павлом Третьяковым.
Обсуждая картину «Меншиков в Берёзове» в статье о передвижной выставке, критик Владимир Сизов отметил, что «в манере письма, в экспрессии лица видна сила и энергия художника», добавив, что появление этого произведения «служит верным ручательством в серьёзности направления художника и в его будущих успехах». Живописец Михаил Нестеров называл полотно «Меншиков в Берёзове» своей самой любимой картиной Сурикова и писал, что из всех суриковских драм «Меншиков» был «наиболее „шекспировской“ по вечным, необъяснимым судьбам человеческим». Искусствовед Михаил Алпатов писал, что в «Меншикове в Берёзове» Суриков проявил «безошибочное владение мастерством „исторического ракурса“» — он «начинает с полуслова, ставит нас на перекрёстке событий, откуда можно охватить наиболее обширный круг явлений, уловить связь между множеством исторических сил». Обсуждая художественные достоинства картины, в частности цветовую гамму и использование источников освещения, искусствовед Алла Верещагина писала, что «„Меншиков“ — один из живописных шедевров русского искусства».

## История

### Предшествующие события
В 1869—1875 годах Василий Суриков учился в Академии художеств в классе исторической живописи, где его наставниками были Пётр Шамшин, Богдан Виллевальде, Фёдор Бруни, Фёдор Иордан, Карл Вениг, Тимофей Нефф и (с 1873 года) Павел Чистяков. В 1874 году за картину «Милосердный самарянин» (ныне в КГХМ) Суриков был награждён малой золотой медалью Академии художеств, а в 1875 году за полотно «Апостол Павел объясняет догматы веры в присутствии царя Агриппы, сестры его Береники и проконсула Феста» (ныне в ГТГ) он был удостоен звания классного художника 1-й степени, но без присуждения большой золотой медали. По некоторым сведениям, это произошло из-за того, что в тот год у Академии не было средств для оплаты полагавшейся вместе с этой наградой пенсионерской поездки за границу.

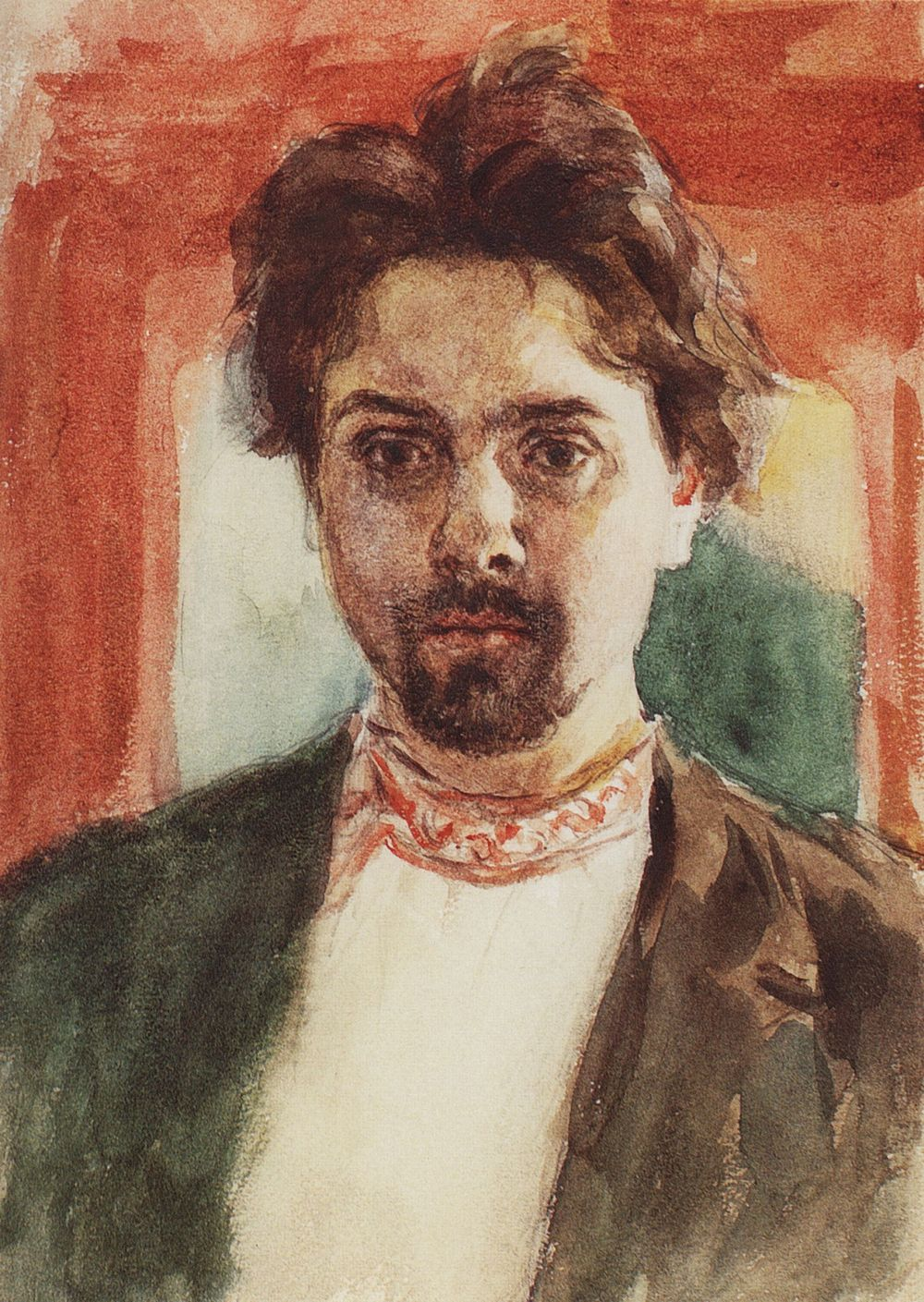
Василий Суриков. Автопортрет (бумага, акварель, 1880-е, ГТГ)

В августе 1876 года Суриков подписал контракт на написание четырёх фресок, изображающих первые Вселенские соборы. Эти произведения предназначались для московского храма Христа Спасителя. Сначала художник работал в Санкт-Петербурге, а в июне 1877 года он переехал в Москву, поскольку эскизы к тому времени были утверждены и надо было приступать к расписыванию стен храма. В январе 1878 года художник ездил в Санкт-Петербург, чтобы повенчаться с Елизаветой Августовной Шарэ. Летом 1878 года работа над «Вселенскими соборами» была закончена. Выплаченное за заказ вознаграждение обеспечило Сурикову относительную финансовую независимость и возможность самостоятельно избирать темы для своих будущих работ.
В том же 1878 году Суриков начал работу над крупноформатным историческим полотном «Утро стрелецкой казни», которое было окончено в 1881 году. За это время произошли значительные изменения в семье художника — в сентябре 1878 года родилась дочь Ольга, в 1879-м — сын, умерший во младенчестве, а в сентябре 1880-го — ещё одна дочь, Елена. Сам художник в начале 1880 года заболел воспалением лёгких. Лечение долго не приносило положительных результатов, болезнь не отступала. Летом 1880 года художник уехал в Самару, где лечился в кумысолечебнице доктора Нестора Постникова. Только осенью Суриков возвратился в Москву и смог продолжить работу над картиной.

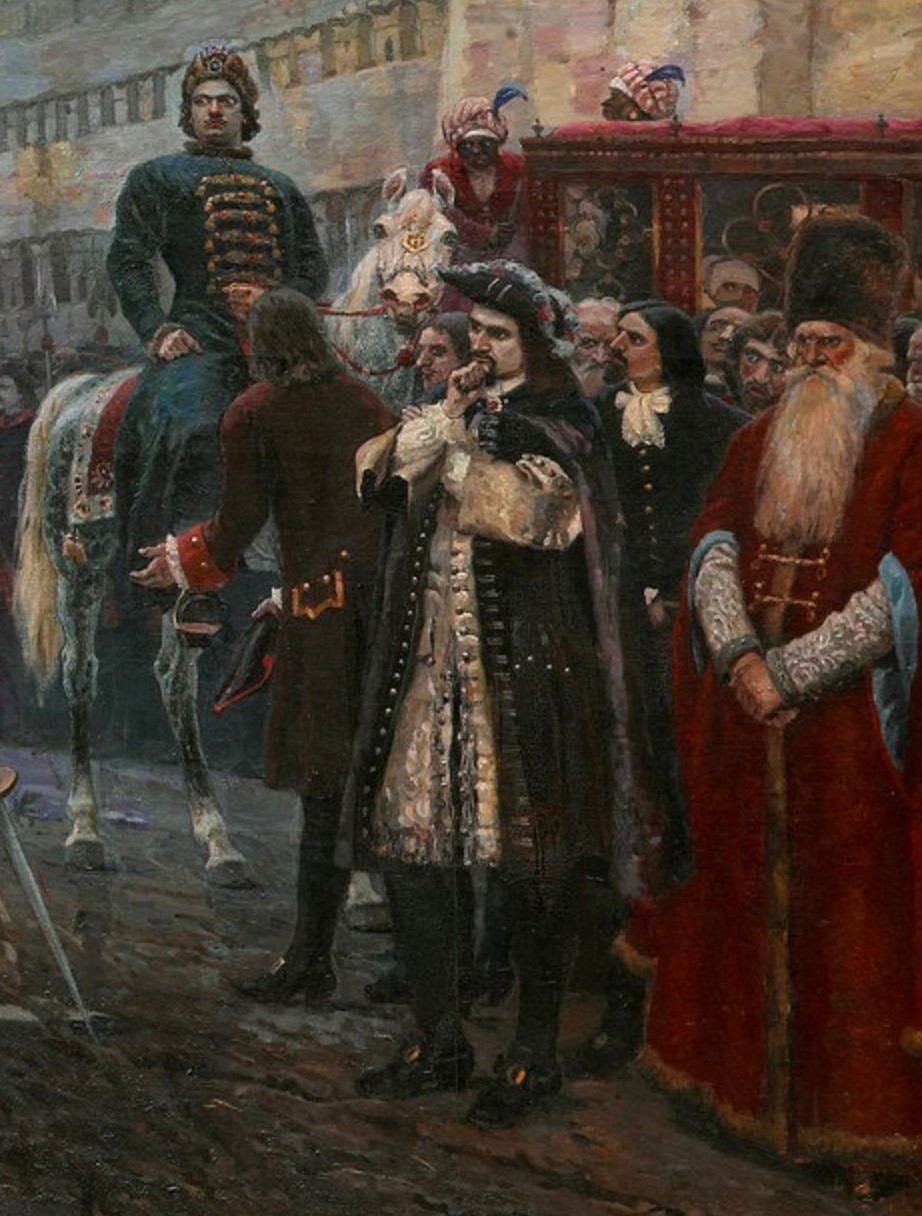
Пётр I, Меншиков, иностранцы, старый боярин и другие (фрагмент картины «Утро стрелецкой казни»)

Полотно «Утро стрелецкой казни» было представлено на 9-й выставке Товарищества передвижных художественных выставок («передвижников»), открывшейся в Санкт-Петербурге 1 марта 1881 года. Художник Илья Репин сообщал Павлу Третьякову, что картина «делает впечатление неотразимое, глубокое на всех» и, более того, «все в один голос высказывали готовность дать ей самое лучшее место; у всех написано на лицах, что она — наша гордость на этой выставке». 27 февраля 1881 года, перед самым началом выставки, за создание картины «Утро стрелецкой казни» Суриков был избран членом Товарищества передвижных художественных выставок. Прямо с выставки полотно было приобретено Павлом Третьяковым за 8000 рублей. Александра Боткина, дочь Павла Третьякова и автор книги об истории создания Третьяковской галереи, писала: «Появление его [Сурикова] в художественном мире с картиной „Казнь стрельцов“ было ошеломляющим. Никто не начинал так. Он не раскачивался, не примеривался и, как гром, грянул этим произведением».
На картине «Утро стрелецкой казни» присутствует не только Пётр I, но и руководивший выполнением приказов царя «преображенский сержант Александр Меншиков», который изображён на полотне стоящим перед Петром спиной к зрителям (он одет в бордовый кафтан). Этот факт был подтверждён критиком Николаем Александровым, который, описывая картину Сурикова, сообщал: «Правая часть <…> занята Петром на коне, возле которого стоит докладывающий о чём-то Меншиков». Таким образом, в картине Суриков представил Александра Меншикова непосредственным распорядителем подготовки казни стрельцов. Художник и критик Александр Бенуа отмечал, что суриковская «казнь стрельцов среди насупившейся Красной площади, со зловещим силуэтом Василия Блаженного позади, с мерцающими в утренней мгле жалкими свечками, с процессией искалеченных людей, плетущихся под грозным взором Антихриста Царя, гениально передаёт весь сверхъестественный ужас начинающейся петровской трагедии», эпилог которой изображён на другом, более позднем полотне Сурикова — «Меншиков в Берёзове».

### Рождение замысла
Лето и осень 1881 года Суриков вместе с семьёй проводил на даче в подмосковной деревне Перерва. В письме к своей матери Прасковье Фёдоровне и брату Александру, отправленном летом 1881 года с расположенной недалеко от Перервы станции Люблино Московско-Курской железной дороги, художник сообщал: «Живу я теперь около Москвы, на даче. Место хорошее. Гулять и работать можно вдоволь». Со слов Сурикова события этого периода, отличаясь в некоторых деталях, описаны в воспоминаниях и публикациях художника и критика Сергея Голоушева (литературный псевдоним — Сергей Глаголь), поэта Максимилиана Волошина и художника Якова Тепина.
По словам Сергея Глаголя, Суриков следующим образом описывал своё жилище: «Дачка была дешёвенькая и маленькая. Это была просто одна половина крестьянской избы без печи с низким потолком и крошечными окнами». Максимилиан Волошин так передавал рассказ художника: «В избушке темно и тесно. И выйти нельзя — всё лето дождь. Здесь вот мне всё и думалось: кто же это так вот в низкой избе сидел. Поехал я раз в Москву за холстами. Иду по Красной площади. И вдруг… Меншиков! Сразу всю картину увидал. Весь узел композиции. Только не знал ещё, как княжну посажу… Я и о покупках забыл, сейчас кинулся назад в Перерву». Возвращение Сурикова на дачу с его слов описано Глаголем: «Подошёл к даче, вхожу в сени, отворяю дверь и… даже замер от удивления, потому что передо мною была как раз та композиция картины, которую я искал. Посреди комнаты, где не так дуло, прямо против окна, у столика сидела, сумерничая, жена, а у ног её куталась в шубу дочь. Против жены, закутанная в тёплую кофточку, сидела знакомая барышня и, уткнувшись в книгу, слабо освещённую светом от окна, что-то читала вслух… В тот же вечер я набросал эту группу, как она мне запомнилась, и этот набросок был первым карандашным эскизом „Меншикова“».
В то же время Яков Тепин с некоторыми отличиями описывает события, происходившие в Перерве и Москве. По его словам, во время очередного дождя Суриков «сидел в крестьянской избе перед раскольничьей божницей и перелистывал какую-то историческую книгу», а члены его семьи собрались у стола в ожидании улучшения погоды. Тепин писал: «Сибирь, детство и необычайная собственная судьба представились Сурикову как бы в одном штрихе; в этой обстановке ему вдруг мелькнуло что-то давно знакомое, как будто он когда-то, очень давно, всё это пережил и видел — и этот дождь, и окно, и божницу, и живописную группу у стола. „Когда же это было, где?“, — спрашивал себя Суриков, и вдруг точно молния блеснула в голове: „Меншиков! Меншиков в Берёзове. Он сразу представился мне живым во всех деталях, таким, как в картину вписать“». Продолжая свой рассказ, Тепин писал, что «на другой день Суриков поехал в Москву за красками и по дороге всё думал о новой картине». Проходя по Красной площади, художник «вдруг среди толпы увидел то, чего искал — детей Меншикова». Хотя встреченные им типы не совсем подходили для его замысла, они «дали нить к тому, чего нужно искать». По словам Тепина, «Суриков тотчас вернулся домой и в этот же день написал эскиз картины в том виде, в каком она сейчас».

### Работа над картиной

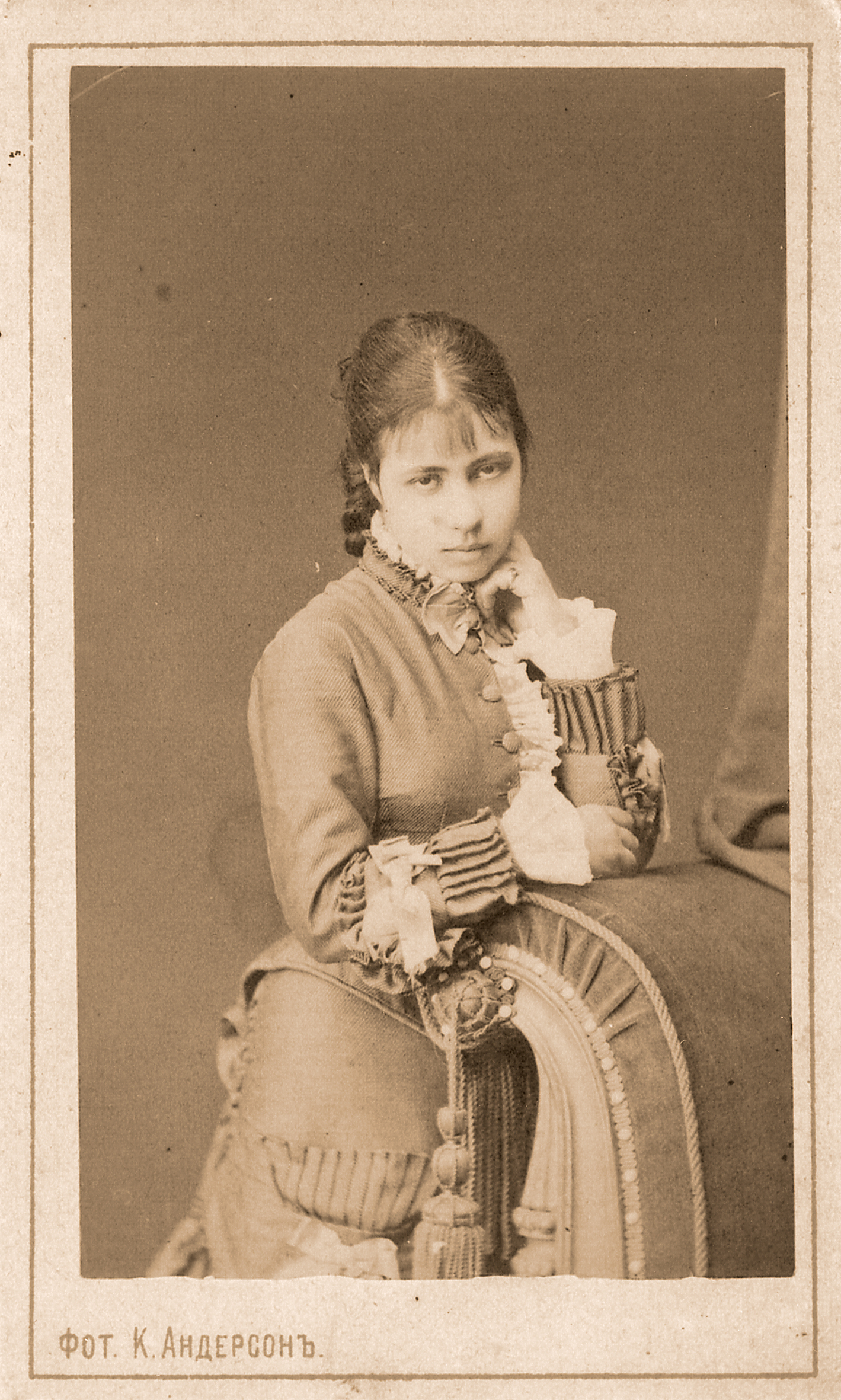
Елизавета Сурикова (урождённая Шарэ), фотография К. К. Андерсона, конец 1870-х

После возвращения из Перервы Суриков продолжил работу над «Меншиковым» в Москве. С конца 1870-х годов вместе со своей семьёй художник жил в небольшой квартире, расположенной на Зубовском бульваре, в доме В. И. Вагнера, который до настоящего времени не сохранился. Там он заканчивал работу над большим полотном «Утро стрелецкой казни», там же создавал «Меншикова в Берёзове». Осенью и зимой Суриков продолжал заниматься разработкой вариантов общей композиции картины, а в 1882 году взялся за работу над отдельными образами. Марию, старшую дочь Меншикова, художник писал со своей жены, Елизаветы Суриковой (урождённой Шарэ). Писательница Наталья Кончаловская, внучка Сурикова, сообщала, что Василий Иванович работал над этюдом для Марии Меншиковой в дни недомогания своей жены, а тёмно-синюю атла́сную шубку, в которую она была одета, художник взял напрокат в театральной костюмерной.
Натурщиком для Александра, сына Меншикова, послужил Николай Егорович Шмаровин, брат московского мецената Владимира Шмаровина. С братьями Шмаровиными Сурикова познакомил его друг, художник Николай Богатов. Сурикову понравилось лицо Николая Шмаровина — он зарисовал его, а затем попросил позировать для сына Меншикова.
В то же время Суриков долго не мог найти женского типа для Александры, младшей дочери Меншикова. Связанную с этим историю рассказал в своих воспоминаниях художник Яков Минченков. Как-то Суриков встретил на улице девушку, которая полностью соответствовала его представлениям о картине. Когда он попытался с ней заговорить, она испугалась и почти бегом ринулась в сторону от него. Суриков, не отставая, преследовал её до самого дома, а затем постучал в дверь квартиры, за которой она скрылась. На стук вышел мужчина с явным намерением спустить преследователя с лестницы. Тем не менее Суриков смог объяснить ему, что он художник, и «девушка необходима для картины, и её другая заменить не может». В результате этих переговоров мужчина предложил Сурикову войти. После этого, по словам Минченкова, «кончается всё чаепитием, и в конце концов образ прекрасной девушки появляется на картине».
В монографии 1987 года Владимир Кеменов писал, что до нас, к сожалению, «не дошли ни натурный этюд с этой девушки, ни дальнейшая его переработка, если такая имела место». В то же время он сообщал, что в архиве Третьяковской галереи хранится расписка Сурикова от 4 апреля 1904 года, данная им Сергею Зимину, в которой среди проданных этюдов под № 4 значится «Головка. К „Меншикову в Берёзове“». По мнению Кеменова, это мог быть этюд для Александры, поскольку в отношении сына Меншикова Суриков вряд ли употребил бы слово «головка», а изображение своей жены, с которой он писал Марию, вряд ли стал бы продавать в частные руки.

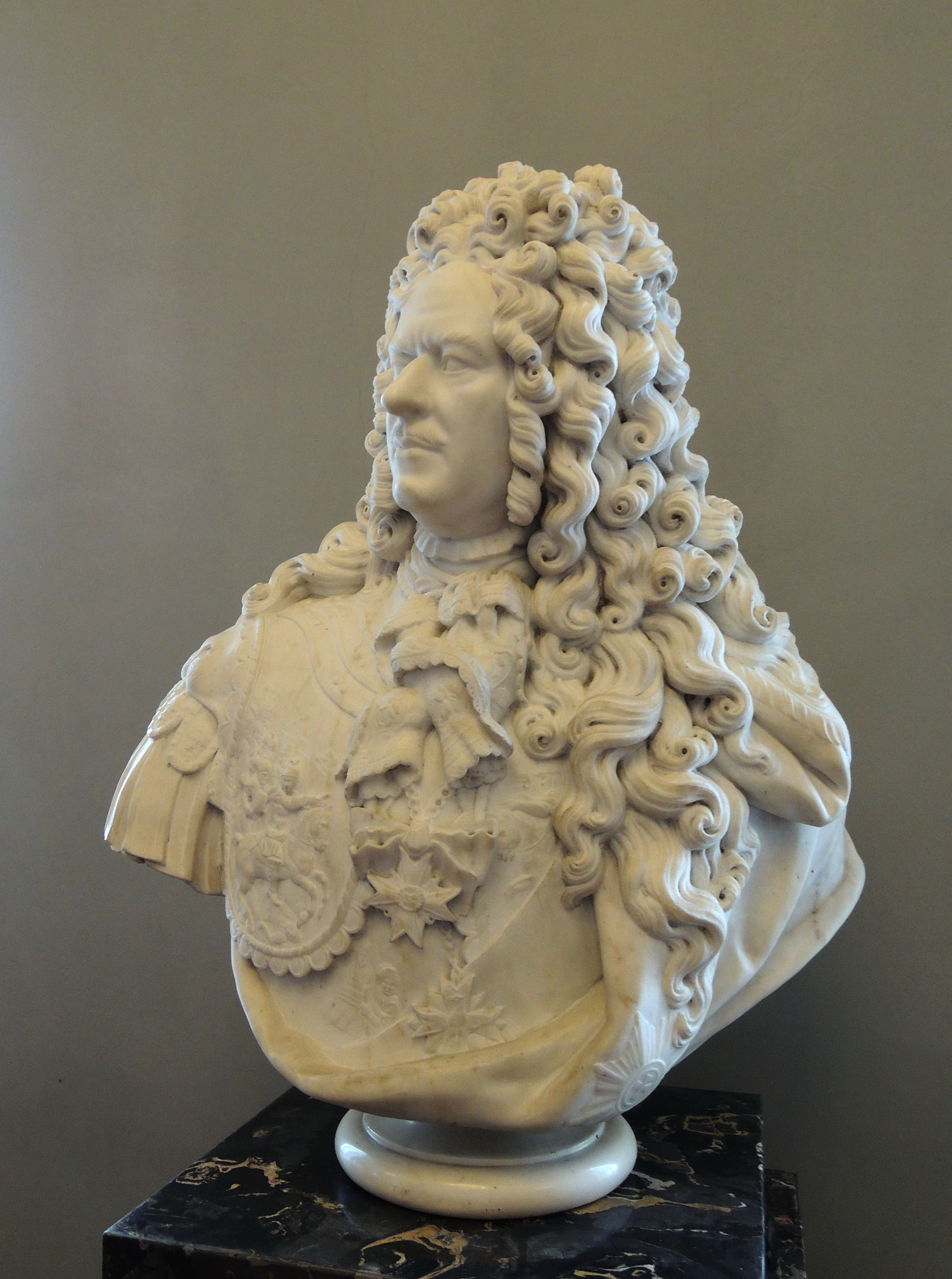
Бюст А. Д. Меншикова. Мраморная копия Ивана Витали с бронзового оригинала Бартоломео Растрелли

Во время работы над образом Александра Даниловича Меншикова Суриков посетил подмосковное имение Меншиковой-Корейши, находившееся в селе Александрово (в ряде источников — в селе Александровском) Клинского уезда Московской губернии. В имении Суриков сделал две акварельные зарисовки с находившегося там бюста Меншикова — вероятно, это была мраморная копия, снятая скульптором Иваном Витали с бронзового бюста работы Бартоломео Растрелли. Кроме того, Суриков попросил сопровождавшего его художника Николая Богатова снять глиняную форму с бюста Меншикова. После возвращения в Москву Богатов с помощью этой формы сделал для Сурикова гипсовую голову Меншикова, «находившуюся у художника перед глазами, пока он писал картину». Там же, в имении Меншиковой-Корейши, Сурикову удалось найти портреты дочерей и сына Меншикова, которые он также зарисовал акварельными красками. Рисунки, созданные по результатам поездки в село Александрово, датированы 1882 годом.
Для того, чтобы сделать образ Меншикова более «живым» и убедительным, художнику было необходимо найти подходящего натурщика. По словам Якова Тепина, «чувство подсказывало Сурикову определённый тип Меншикова, который он тщетно искал в исторических источниках и совершенно случайно встретил на улице». Подробный рассказ художника об этой встрече приведён в воспоминаниях Сергея Глаголя. Однажды, проходя по Страстному бульвару, Суриков увидел высокого старика, одетого в поношенную енотовую шинель: черты его лица «были крупны и резко обозначены», «из обмотанного на шее шарфа высовывался давно не бритый подбородок с колючками седых волос, а из-под надвинутой на лоб шапки и из-под нависших бровей остро глядели два маленьких недобрых глаза». Хотя Суриков сразу почувствовал, что это именно тот типаж, который ему нужен, он не рискнул сразу же обратиться к старику и решил выследить, где он живёт. После Страстного бульвара Сурикову, следовавшему за своей «жертвой», затем пришлось пройти по Тверскому, Никитскому и Пречистенскому бульварам. Дело было зимой, старик шёл очень медленно, так что художник изрядно продрог. После этого старик вышел на Остоженку, миновал церковь Николы в Хамовниках, свернул в переулок, а затем открыл калитку и скрылся во дворе.
Вызвав дворника и дав ему двугривенный, Суриков узнал имя старика и попросил вызвать его прислугу. Кутаясь в платок, к художнику вышла женщина лет тридцати, которой он сказал: «Да вот, надо бы мне с барина твоего портрет списать. Для картины для одной. Подговори его как-нибудь, чтоб согласился». Поначалу женщина восприняла это скептически, сказав, что вряд ли он согласится, поскольку «к нему и так не знаешь, как подступиться». Тем не менее, когда Суриков предложил ей три рубля за содействие, она сказала, что «попытает счастья» и предложила зайти на следующий день. Когда художник пришёл, женщина сказала ему: «Нет, говорит, и слышать не хочет. Только ты всё-таки послезавтра опять приходи. Может, и одумается. Я характер его знаю». В самом деле, через день Суриков узнал, что старик «поддался», только велел спросить, кого с него собираются писать и сколько это займёт времени. Художник просил передать, что займёт это часа полтора-два, а натурщик ему нужен, чтобы писать с него Суворова. По словам Сурикова, «почему мне в голову пришёл Суворов, сам не знаю».
Старик оказался отставным учителем. Согласно большинству источников, это был бывший преподаватель математики в 1-й Московской гимназии Октавиан Иванович Невенгловский. В частности, Максимилиан Волошин, цитируя рассказ Сурикова в своих воспоминаниях, явным образом указывает фамилию натурщика: «А потом нашёл ещё учителя-старика — Невенгловского; он мне позировал. <…> Учителем был математики Первой гимназии. В отставке». В книге «Столетие Московской 1-й гимназии» имя, отчество и фамилия Невенгловского приведены в списке учителей математики и физики, там же указано, что он преподавал в гимназии в 1849—1870 годах (по некоторым сведениям, выход в отставку в 1870 году был связан со смертью жены). В частности, известно, что в 1853 году у Невенгловского учился будущий революционер-анархист Пётр Кропоткин, который впоследствии в своих воспоминаниях писал: «Геометрии нас учил некто Невенгловский, шутливо-грубо обращавшийся с учениками. Большинство из нас ничего не понимало в тех премудростях, которые он вычерчивал на доске, и мы заучивали на память по книжке мудрёные теоремы Эвклида. Мне Невенгловский ставил „пять“, но я решительно не знаю за что». В то же время в некоторых источниках (в частности, в воспоминаниях Сергея Глаголя) утверждается, что натурщиком мог быть не Невенгловский, а Михаил Иванович Студенников, также отставной учитель, проживавший по адресу Трубецкой переулок, дом 10.
Согласно рассказу Сурикова, изложенному Сергеем Глаголем, в результате этих переговоров художнику, наконец, удалось попасть к «своему Меншикову». Несмотря на то, что отставной учитель встретил Сурикова сердито и подозрительно, ещё раз досконально расспросив про все детали, в конце концов он согласился и стал позировать, позволив усадить себя так, как требовалось для работы. В результате напряжённой работы часа через полтора Сурикову удалось, наконец, «схватить и характер лица, и блеск недобрых медвежьих глазок». Художник беспокоился, что старик мог отобрать у него набросок, если бы он ему не понравился. Тем не менее всё обошлось благополучно — посмотрев на этюд, натурщик покачал сомнительно головой, но ничего не сделал, только сказал: «Ну пиши, пиши». Суриков вспоминал: «Спрятал я мой набросок в этюдник, сунул трёшницу бабе и бросился домой. Летел, как на крыльях ветра. Всё казалось, а ну отымут? Знаю, что глупая мысль, самому смешно, а отделаться от неё не могу».

### 11-я передвижная выставка
Картина «Меншиков в Берёзове» была представлена на 11-й выставке Товарищества передвижных художественных выставок («передвижников»), открывшейся 2 марта 1883 года в Санкт-Петербурге, а в апреле того же года переехавшей в Москву. Петербургская часть выставки проходила в здании Академии наук, а московская — в помещении Московского училища живописи, ваяния и зодчества. Картина «Меншиков в Берёзове» была единственным произведением Сурикова, представленным на выставке. Там же экспонировались такие известные в будущем полотна, как «Крестный ход в Курской губернии» Ильи Репина и «Неизвестная» Ивана Крамского. Среди произведений исторической живописи также упоминалась картина Михаила Клодта «Марина Мнишек с отцом под стражей (После погрома)» (ныне в Вологодской областной картинной галерее).

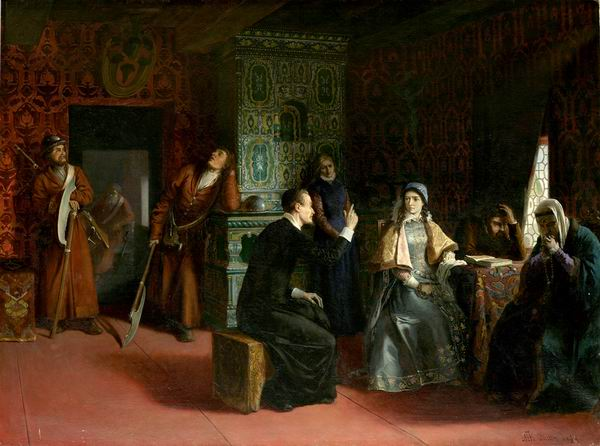
Михаил Клодт. Марина Мнишек с отцом под стражей (После погрома) (1883, ВОКГ)

Отзывы критиков на «Меншикова в Берёзове» были разноречивыми, при этом картину критиковали в основном не за её идейное содержание, как это было с «Утром стрелецкой казни», а за технические погрешности. Были при этом и положительные отзывы — например, рецензент «Русских ведомостей» (номер от 29 мая 1883 года), подписавшийся псевдонимом «М. Ф-в», написал, что из исторических картин, представленных на выставке, «только одна обращает на себя внимание — это „Меншиков в Берёзове“», а страница жизни временщика, «переданная талантливым художником», является одной из самых интересных. М. Н. Лендер, автор рецензии в «Московской газете» (номер от 17 марта 1883 года), отмечал, что картина Сурикова «несомненно хороша, но страдает непропорциональностью фигур» — Меншиков изображён слишком большим, так что остальные фигуры выглядят рядом с ним миниатюрными.
Этот же факт был подмечен художником Иваном Крамским — Михаил Нестеров впоследствии вспоминал: «…Крамской, увидав „Меншикова“, как бы растерялся, встретив, спускаясь с лестницы, идущего на выставку Сурикова, остановил его, сказал, что „Меншикова“ видел, что картина ему непонятна — или она гениальна, или он с ней ещё недостаточно освоился. Она его и восхищает и оскорбляет своей… безграмотностью — „ведь если ваш Меншиков встанет, то он пробьёт головой потолок“». Павел Чистяков ещё до начала выставки писал Сурикову: «Не пренебрегайте перспективой комнаты, выправьте, насколько это для вас возможно». Не всем удалось сразу понять замысел Сурикова, состоявший в том, что величина фигуры Меншикова не просто «передаёт впечатление от рослого человека, сидящего в низкой избе», а «подчёркнутая теснота содействует раскрытию исторического замысла изображаемого события, наталкивает на мысль об истинных масштабах деятельности и личности Меншикова до ссылки».

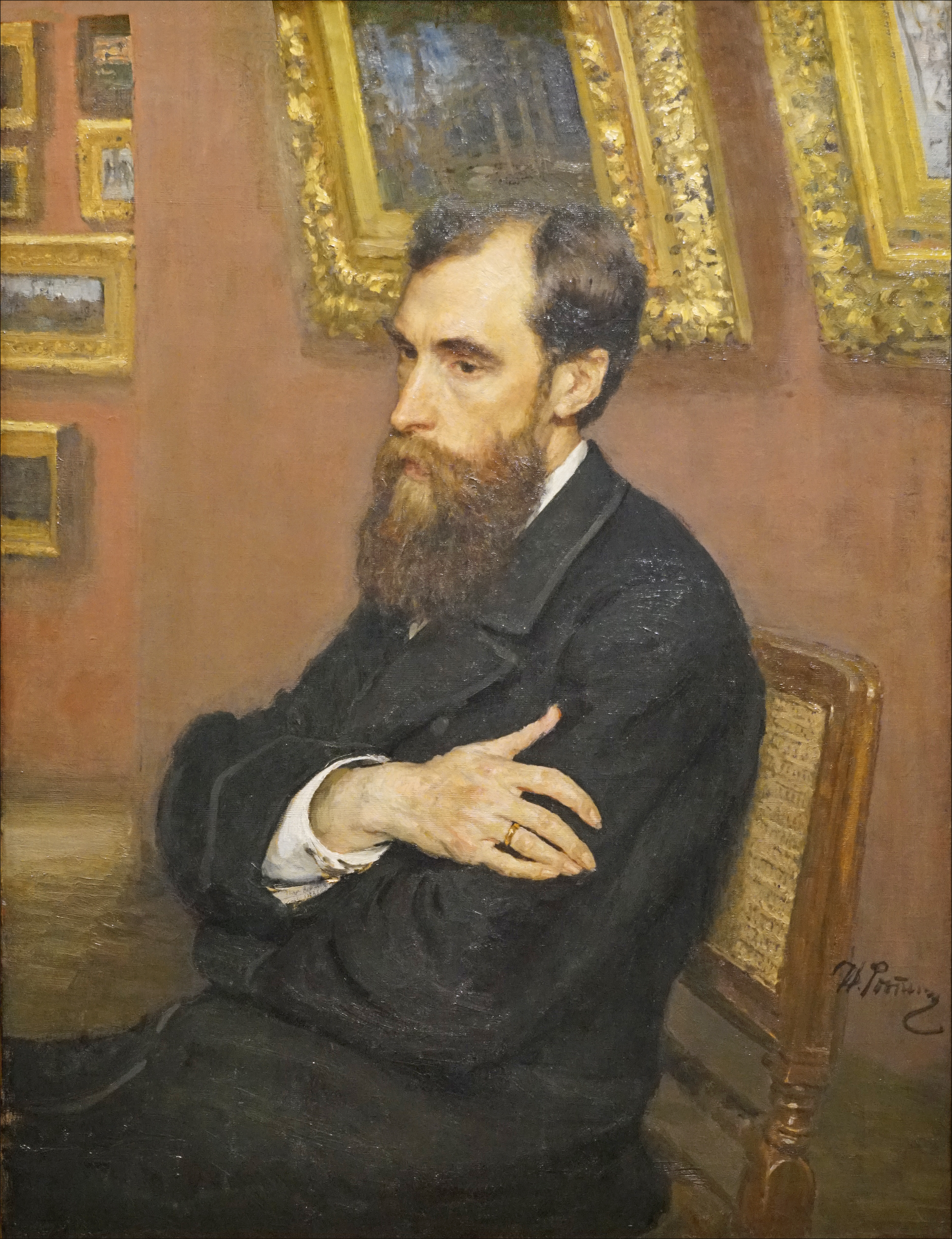
Илья Репин. Портрет П. М. Третьякова (1883, ГТГ)

В том же 1883 году, в период проведения московской части передвижной выставки, полотно «Меншиков в Берёзове» было куплено у автора Павлом Третьяковым за пять тысяч рублей. В письме к Третьякову от 4 мая 1883 года Суриков писал: «Я согласен уступить Вам мою картину за предложенную мне Вами цену», а в письме от 16 мая того же года художник подтверждал получение половины суммы — 2500 рублей. По воспоминаниям дочери Третьякова Александры Боткиной, Павел Михайлович и члены его семьи были в курсе работы над полотном: «Когда писалась картина „Меншиков в Берёзове“, мы бывали у Суриковых и следили за ходом работы. Мы не сомневались, что она будет в галерее». Также известно, что перед покупкой Третьяков обсуждал «Меншикова» в переписке с Ильёй Репиным — в письме от 3 апреля 1883 года Репин, комментируя ход передвижной выставки в Санкт-Петербурге, писал, что «картину Сурикова всё больше и больше одобряют», а в ответном письме от 8 апреля Третьяков сообщал: «О картине Сурикова я был постоянно одного мнения: мне в ней многое очень нравилось по частям и в общем, в восторг же я не приходил, и неприятно удивлялся, что сам автор очень, даже более чем очень, доволен ей, так что даже цену возвысил против „Стрельцов“, но такое поголовное осуждение всех художников (кроме Крамского и Боткина) и интеллигентных любителей меня также удивляло, как и самодовольство Сурикова; тому же, что картину начинают всё более и более одобрять, я не удивляюсь».
В сентябре 1883 года 11-я передвижная выставка продолжила своё путешествие по другим городам Российской империи, побывав в Харькове (в сентябре), Елисаветграде (в сентябре — октябре), Одессе (в октябре), Киеве (в ноябре — декабре) и Варшаве (в декабре — январе). Сопровождавший выставку художник Павел Ивачёв в письме от 17 сентября 1883 года, отправленном из Харькова, сообщал Павлу Третьякову, что большое впечатление на посетителей производят картины «Меншиков в Берёзове» Василия Сурикова и «Крестный ход в Курской губернии» Ильи Репина: «Меншикова здесь ценят по достоинству, перед Репиным и Суриковым постоянная толпа народа».

### Последующие события
Деньги, полученные от Павла Третьякова за картину «Меншиков в Берёзове», дали возможность Сурикову осуществить его первую заграничную поездку. Вместе с женой и двумя дочерьми художник выехал из Москвы 24 сентября 1883 года. Во время путешествия, которое продолжалось около девяти месяцев, они посетили Германию, Францию, Италию и Австрию. Сурикову удалось воочию познакомиться со многими работами старых мастеров. В поездке он сделал много этюдов и зарисовок, а также написал относительно большую картину «Сцена из римского карнавала» (1884, ныне в ГТГ). Суриков также продолжал интересоваться вопросами российской истории. Летом 1884 года, после возвращения в Москву, он приступил к работе над крупноформатным полотном «Боярыня Морозова», первый эскиз которой был написан в 1881 году. Впоследствии Суриков рассказывал: «„Боярыню Морозову“ я задумал ещё раньше „Меншикова“ — сейчас после „Стрельцов“. Но потом, чтобы отдохнуть, „Меншикова“ начал». Работа над «Боярыней Морозовой» заняла около трёх лет — она была закончена в 1887 году.

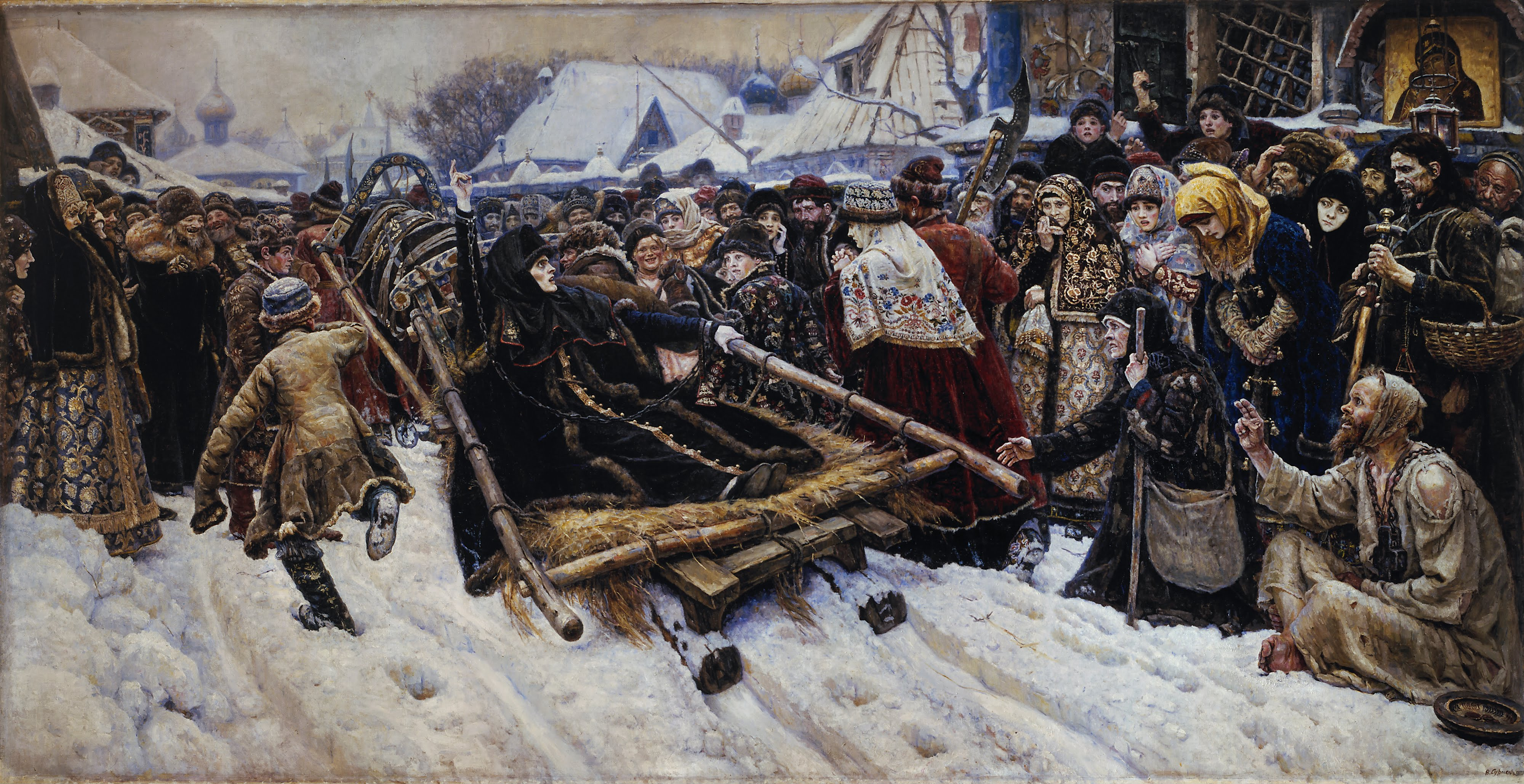
Василий Суриков. Боярыня Морозова (1884—1887, ГТГ)

После окончания 11-й передвижной выставки картина «Меншиков в Берёзове» находилась в Третьяковской галерее. После того как в 1887 году Павел Третьяков приобрёл «Боярыню Морозову», он решил сделать отдельный суриковский зал, где также были собраны остальные произведения художника — «Утро стрелецкой казни», «Меншиков в Берёзове», а также академические этюды. По воспоминаниям хранителя галереи Николая Мудрогеля, «с того времени у нас образовался суриковский зал — любимый зал наших посетителей». Согласно опубликованной в 1896 году «Описи художественных произведений городской галереи Павла и Сергея Третьяковых», все эти произведения Сурикова находились в 7-й комнате (вверху). В настоящее время картина «Меншиков в Берёзове» вместе с другими работами художника выставляется в «Суриковском зале» (зал № 28) основного здания Третьяковской галереи в Лаврушинском переулке.

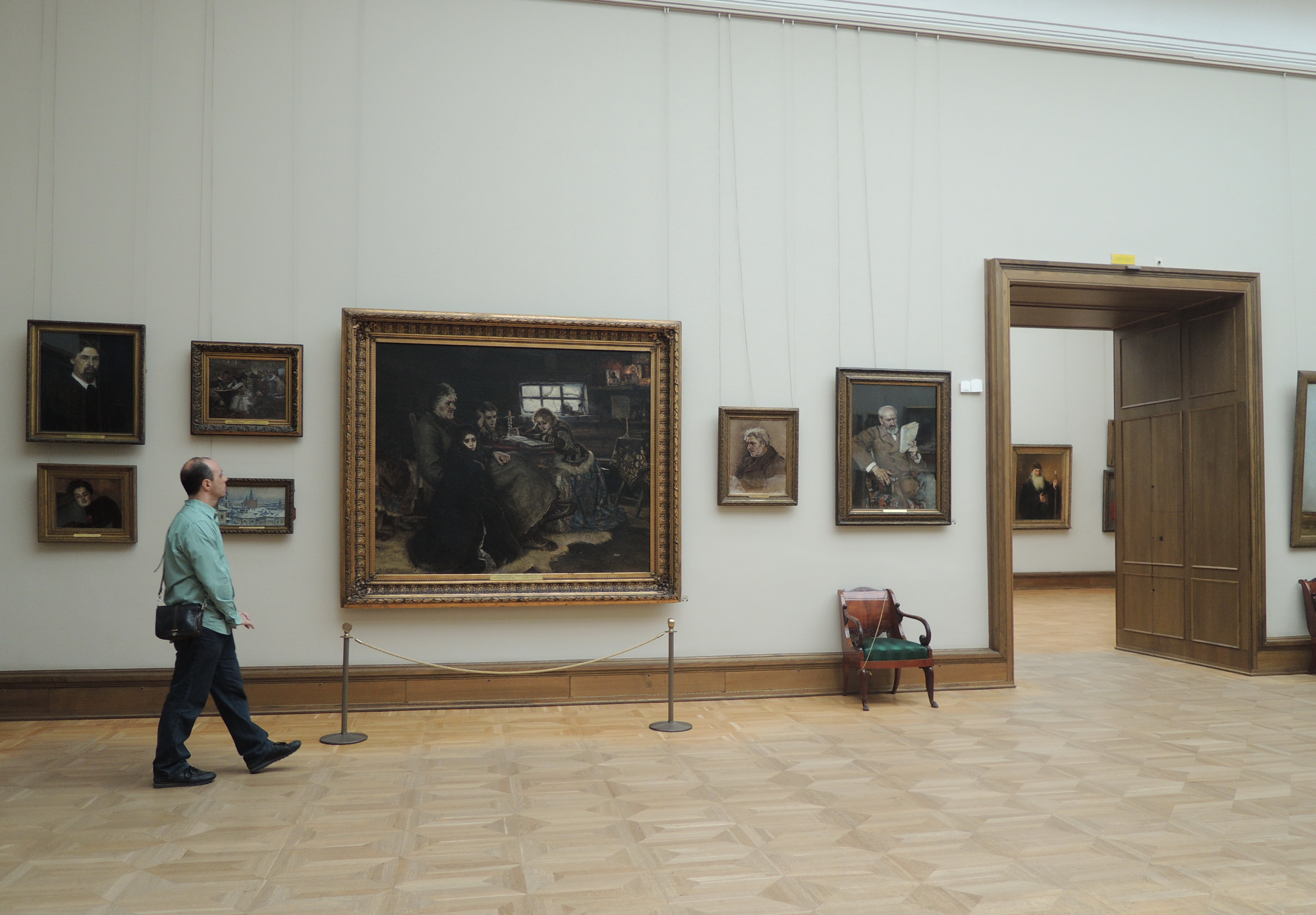
Картина «Меншиков в Берёзове» в ГТГ

Полотно «Меншиков в Берёзове» и история его создания получили отражение в культуре. В частности, история, связанная с поиском натурщика для Меншикова и работой над эскизом, впоследствии была отражена в рассказе «Миних» писателя Василия Михеева, опубликованном в журнале «Артист» (№ 17, ноябрь 1891), а затем в сборнике «Художники» (1894). По словам Сурикова (приведённым в воспоминаниях Волошина), «писатель Михеев потом из этого целый роман сделал». В своём рассказе Михеев умышленно изменил имена персонажей — художником у него был не Василий Иванович Суриков, а Савелий Иванович Боковушин, и эскиз он делал не для фигуры Меншикова, а для образа находящегося в ссылке Эрнста фон Миниха. Эта история также послужила темой одного из эпизодов вышедшего в 1959 году фильма «Василий Суриков» режиссёра Анатолия Рыбакова, где были описаны и другие события, связанные с созданием картины. Роль художника Сурикова исполнил Евгений Лазарев, роль его жены Елизаветы — Лариса Кадочникова, а роль отставного учителя Невенгловского — Владимир Марута. Кроме того, «Меншиков в Берёзове» был упомянут в написанном в 1920 году стихотворении поэта Серебряного века Михаила Кузмина, которое начиналось следующим четверостишием: «Декабрь морозит в небе розовом, / Нетопленный мрачнеет дом. / А мы, как Меншиков в Берёзове, / Читаем Библию и ждём». В 1949—1950 годах прозаик и поэт Варлам Шаламов, отбывая длительный срок на Колыме, написал по мотивам картины Сурикова стихотворение, которое так и называлось — «Меншиков в Берёзове».
Картина «Меншиков в Берёзове» экспонировалась на ряде выставок в СССР и России, в том числе на выставке, посвящённой 25-летию со дня смерти П. М. Третьякова (Москва, 1923, ГТГ), на выставке «Русская историческая живопись» (Москва, 1939, ГТГ), на персональных выставках Сурикова, состоявшихся в 1927 и 1937 годах в Государственной Третьяковской галерее в Москве, в 1937 году в Государственном Русском музее в Ленинграде и в 1938 году в Киеве, а также на московской части юбилейной, посвящённой 150-летию со дня рождения художника выставки, проходившей в 1998 году в Москве и Санкт-Петербурге. В 1971—1972 годах полотно принимало участие в приуроченной к столетию ТПХВ выставке «Передвижники в Государственной Третьяковской галерее», проходившей в Москве, а в 1983—1984 годах — в московской ретроспективной выставке «225 лет Академии художеств СССР». Картина «Меншиков в Берёзове» также была одним из экспонатов юбилейной выставки к 175-летию со дня рождения Сурикова, проходившей с декабря 2023 года по май 2024 года в корпусе Бенуа Государственного Русского музея в Санкт-Петербурге. По словам историка Евгения Анисимова, «Меншиков в Берёзове» «наверняка входит в „первую десятку“ самых популярных картин на темы русской истории, и огромное количество людей знают о Меншикове главным образом по картине Сурикова».

## Описание

### Историческое введение
Александр Данилович Меншиков, изображённый на полотне, был приближённым и ближайшим сподвижником Петра I. В 1725 году, после смерти Петра I, Меншиков способствовал возведению на престол его вдовы, императрицы Екатерины I. В период её правления Меншиков фактически возглавлял государство, занимая высшие должности в армии и на флоте, а также играя ведущую роль в созданном в 1726 году Верховном тайном совете. В мае 1727 года умиравшая Екатерина I под влиянием Меншикова подписала завещание, согласно которому после её смерти на престол должен был взойти внук Петра I царевич Пётр Алексеевич (будущий император Пётр II), при этом оговаривалось, что он должен был заключить брак с одной из дочерей Меншикова. 25 мая (5 июня)  1727 года состоялось обручение Петра II с Марией, старшей дочерью Александра Даниловича. В течение нескольких недель Меншиков держал юного императора под своим контролем и де-факто управлял государством, был «полудержавным властелином».
Прижизненные портреты Меншикова и его дочерей
Однако летом 1727 года Меншиков тяжело заболел, и во время его отсутствия другие приближённые Петра II — князь Иван Долгоруков и вице-канцлер Андрей Остерман — сумели настроить несовершеннолетнего императора против него. 8 (19) сентября 1727 года Меншиков был помещён под домашний арест, а на следующий день был издан указ Петра II о лишении его всех должностей, званий и наград. Вместе с семьёй — женой Дарьей Михайловной, сыном Александром и дочерьми Марией и Александрой — Меншиков был сначала отправлен в ссылку в его имение в Раненбурге (ныне город Чаплыгин Липецкой области), а затем, 8 (19) апреля 1728 года, они были сосланы в город Берёзов, в то время входивший в Тобольскую провинцию Сибирской губернии (ныне — посёлок городского типа Берёзово в составе Ханты-Мансийского автономного округа).
На пути в Сибирь, под Казанью, умерла жена Меншикова. В Берёзов Александр Данилович с детьми прибыл в августе 1728 года. На тот момент Марии было 16 лет, Александре — 15, а Александру-младшему — 14 лет. Вскоре для них был построен небольшой дом, в строительстве которого Меншиков принимал деятельное участие. Вместе со своими слугами он также построил деревянную церковь Рождества Пресвятой Богородицы. Александр Данилович скончался в Берёзове 12 (23) ноября 1729 года в возрасте 56 лет. Он был похоронен у построенной им церкви, впоследствии могила была смыта рекой Северная Сосьва. Вскоре после него, 26 декабря 1729 года (6 января 1730 года), в день своего 18-летия, умерла Мария Меншикова. Александр и Александра пережили ссылку и вернулись в Санкт-Петербург в 1731 году, после воцарения Анны Иоанновны.

### Сюжет и композиция

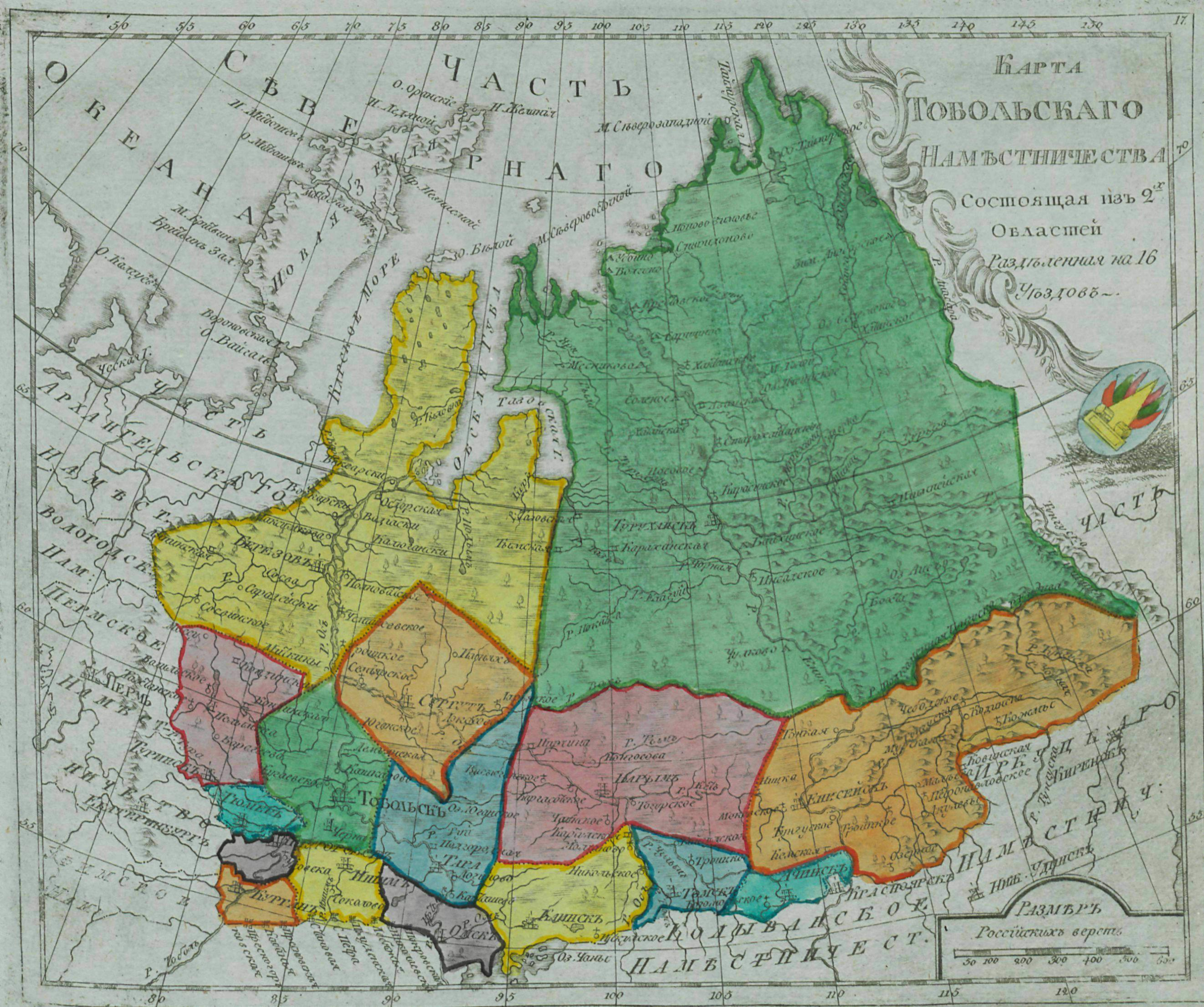
Карта Тобольского наместничества 1796 года. Берёзовский уезд находится в верхней левой части (выделен жёлтым цветом)

На картине изображён Александр Данилович Меншиков и трое его детей, находящиеся в крестьянской избе. Сын и младшая дочь — Александр и Александра — сидят за столом, а старшая дочь Мария, зябко кутающаяся в шубку, прижалась к отцу. Семья собралась вокруг стола, чтобы послушать чтение Библии или Евангелия, в надежде найти в церковном тексте ответ и утешение. Книгу читает вслух Александра, однако создаётся впечатление, что никто её не слушает, — все глубоко погружены в свои мысли и переживания. Художник построил композицию картины таким образом, что взгляд зрителя в определённом порядке переходит от одного действующего лица к другому. Сразу же приковывают к себе внимание Меншиков и Мария, которые являются «главными жертвами трагической развязки», причём отец «несёт на себе трагическую вину», а дочь является «невинной жертвой, искупающей своей гибелью вину отца». От них взгляд переходит на Александра и Александру, образы которых дополняют и обобщают тему постигшей семью катастрофы, но в конце опять возвращается к отцу и старшей дочери. В отличие от Меншикова и Марии, изображённых на первом плане и находящихся в центре зрительского восприятия, сын и младшая дочь расположены «на периферии», их лица кажутся немного расплывчатыми, и поэтому взгляд зрителя на них не задерживается.
То, что Меншиков изображён вместе с детьми, позволяет Сурикову расширить рамки исторического содержания своего полотна. Историческая достоверность картины определяется образами людей, изображённых на ней, а также их одеждой и обстановкой избы, полностью соответствующей той эпохе. В образе Меншикова Суриков раскрывает эпоху Петра I. Сам Меншиков изображён на картине как яркая историческая личность, выходец из народа и баловень судьбы, трагическое напоминание об эпохе самовластия и переворотов. Несоответствие масштаба его личности скромной обстановке воплощено зримо — кажется, что, вставши, он упрётся в потолок. Мастерски написаны дети Меншикова — обречённая на скорую смерть старшая дочь Мария, бывшая царская невеста, прижавшаяся к отцу и глубоко задумавшаяся, сын Александр, машинально снимающий воск с подсвечника, и младшая дочь Александра, вводящая в композицию жизнеутверждающее начало.

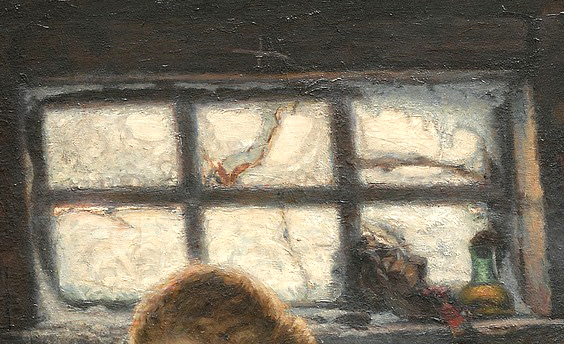
Окно — один из источников освещения

Фигуры Меншиковых настолько придвинуты к первому плану полотна, что край шубки Марии даже срезан нижней границей холста. Это подчёркивает тесноту крестьянской избы, в которой находятся Александр Данилович и его дети. Кроме того, видно, что сама изба была возведена совсем недавно, и её отделка ещё не закончена — не весь пол комнаты покрыт досками, а между венцами сруба видны остатки незаконопаченной пакли. Тем не менее заметно, что Меншиковы пытались как-то обжить внутреннее пространство избы и приспособить его к потребностям своего быта. В частности, в комнате видна грубо сколоченная мебель — стол, скамьи, нары, сооружены полки и аналой, есть иконы и свечи. Стол покрыт суконной скатертью, а аналой — вышитым платком лилового цвета. Несмотря на все эти попытки, помещение выглядит мрачным и неуютным.
Небольшое окно, покрытое льдом и инеем, плохо пропускает свет, а промёрзшее стекло треснуло от мороза. Несмотря на то, что трещина в стекле кое-как замазана, а появившаяся дыра заткнута тряпкой, чувствуется, что от окна в комнату струится холод. На подоконнике стоит пузырёк из зелёного стекла, наполненный лампадным маслом — даже эта незамерзающая жидкость имеет застывший вид. Холод проникает и через стены — снизу за аналоем виден наметённый снег. На полу разложена шкура белого медведя, напоминающая о близости места ссылки Меншикова к Северному Ледовитому океану.

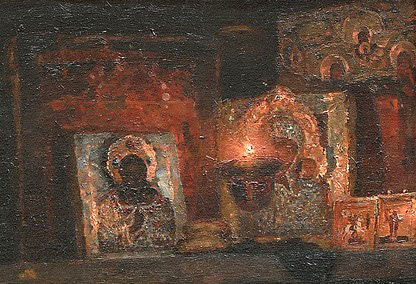
Лампада у божницы — другой источник освещения

В целом помещение избы, изображённое на картине, имеет два источника освещения. Один источник — это заледенелое окно, через которое с трудом пробивается холодный белёсый свет, падающий сверху вниз, в нижний правый угол избы. Другой источник — лампада, горящая перед божницей, а также её рефлексы в золотых окладах икон. Этот поток тёплого желтоватого света падает из верхнего правого угла помещения вниз и налево, пересекая поток дневного света, падающего из окна. По мнению Владимира Кеменова, различие двух указанных источников подчёркивает смысл перемены, произошедшей в жизни Меншикова и его детей: «холодные белёсые рефлексы напоминают о ледяной сибирской стуже, тёплые золотистые рефлексы говорят о попытке сосланных внести нотку человеческого уюта в мрачную избу».
При работе над колоритом Суриков использовал в качестве «камертона» один из этих источников освещения — огонёк горящей лампады. Общий тон полотна, которому подчинены тона изображённых предметов, соответствует полумраку, царящему в плохо освещённой избе. Несмотря на это, в картине нет черноты — и глубокие тени, и светлые отблески насыщены цветом. По словам Владимира Кеменова, «Суриков верно взял тона в зависимости от освещения, и поэтому цвета в картине подлинно живописны, они превосходно передают конкретность предметов и в то же время в сочетании друг с другом образуют общую гармонию, колорит». Художник и искусствовед Игорь Грабарь отмечал, что цветовые отношения в «Меншикове в Берёзове» сведены в «поразительно гармоническое целое». По его словам, «на всём протяжении этого большого холста нет ни одного цветового пятна, не приведённого в гармонию с ближайшим по соседству и со всеми дальними». Если внимательно приглядеться к цветной юбке Александры или к замёрзшему окну, то видно, что «там нет ни одного миллиметра „пустой живописи“, ни одного однообразно положенного мазка».

### Действующие лица

#### Меншиков

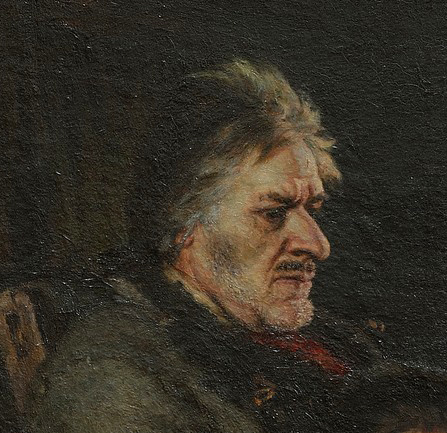
Меншиков

Меншиков в задумчивости сидит у стола на грубом деревянном стуле. Откинувшись назад, он закинул ногу на ногу и сжал свою большую руку в кулак, положив её на колено. В позе Меншикова и в его жестах явственно проглядываются присущие ему властность и непринуждённость — несмотря на гнетущую обстановку, он сидит «почти с царственным достоинством, словно находится не в ссылке в сибирской избе, а у себя во дворце на заседании Верховного тайного совета». Такая посадка Меншикова вполне соответствует его натуре и характеру, и она не выглядит неестественной, несмотря на разительный контраст с окружающей обстановкой. При этом простая крестьянская одежда, в которую он одет, — овчинный тулуп и сапоги из оленьего меха — тоже выглядит на нём совершенно естественно. Это напоминает как о том, что поднявшийся на вершину государственной власти Меншиков был выходцем из простого народа, так и о том, что суровая петровская школа научила его приспособляться к любым условиям жизни. Крепкая, мозолистая рука Меншикова со сжатыми в кулак пальцами, на один из которых надет массивный бриллиантовый перстень, хорошо дополняет его образ. По словам Владимира Кеменова, «в одной этой руке выражена вся биография „полудержавного властелина“, который такими вот руками — то плотника, то моряка, то полководца — проложил себе дорогу к власти». В то же время Михаил Алпатов отмечал, что «Меншиков слушает чтение книги, но не слышит его; отец сидит среди своей семьи, но одинок со своими печальными думами».

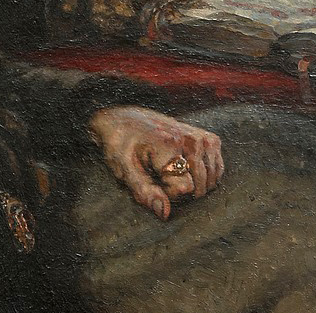
Рука Меншикова с перстнем

Голова и лицо Меншикова в трактовке Сурикова проявляют точные, конкретные черты, выражающие дух Петровской эпохи. В его лице можно увидеть и ум, и волю, и решительность, и смелость, присущие бывшему государственному деятелю и полководцу. Поначалу не вполне привычно видеть коротко и неровно остриженные примятые волосы Меншикова, но потом возникает догадка: это следствие многолетнего ношения нарядного парика с длинными локонами, который присутствовал на всех его парадных портретах и бюстах. Голова Меншикова, пряди его полуседых волос, а также его рука, сжатая в кулак, написаны энергичными корпусными мазками. Его овчинный тулуп исполнен крупными пятнами-мазками разнообразных оттенков серого, коричневатого и желтоватого цветов, в некоторых местах слегка тронутыми красным и синим. На картине Меншиков изображён в несколько запущенном виде — с короткой щетиной, покрывающей подбородок и щёки, — но без бороды, осталась лишь полоска аккуратно подстриженных усов, как было принято у петровских офицеров. Хотя Сурикову было известно, что в ссылке Меншиков отпустил бороду, для более полного раскрытия образа он решил опустить эту подробность. Этот момент был достаточно принципиальным — как-то, во время работы над картиной, Суриков встретил в Историческом музее Льва Толстого, который задал художнику «самый важный», по его мнению, вопрос: будет ли Меншиков с бородою? Суриков ответил, что нет, не может он изобразить бородатым ближайшего сподвижника Петра I.

#### Мария

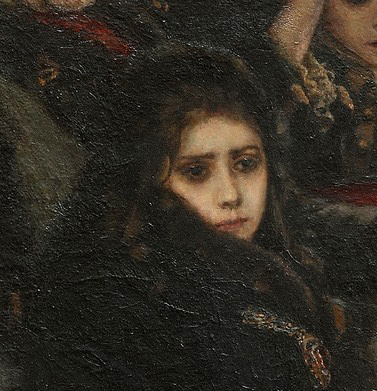
Мария

Старшая дочь Мария изображена присевшей на низкую скамью рядом с отцом. У неё болезненный вид, её измученное лицо кажется «почти прозрачным». Густые тёмные волосы, откинутые со лба и упавшие на плечи, подчёркивают белизну её лица. Небольшой наклон головы к плечу создаёт впечатление болезненной зябкости, связанной как с физическим, так и с душевным недугом. Одежда Марии напоминает о той роскоши, в которой она жила до ссылки: поверх чёрного атла́сного платья, отделанного голубым шёлком и украшенного золотыми полосками, на ней надета чёрно-синяя бархатная шубка, подбитая соболиным мехом. Верхней застёжкой шубы служит золотая цепь с аграфом из крупного рубина. Большие чёрные глаза Марии наполнены печалью, безнадёжностью и тоской, её взгляд выражает обречённость. Несмотря на то, что виновником трагедии является её отец, Мария сидит, доверчиво прижавшись к нему, без тени раздражения или упрёка на лице — она как бы прощает его в безропотном ожидании своей смерти.
Мария — единственный персонаж полотна, чьё лицо повёрнуто к зрителю. Несмотря на то, что «её тоскующий взгляд направлен вдаль», её образ «перебрасывает мост к зрителю от того, что происходит в картине». По словам Владимира Кеменова, «в несчастной княжне Марии создан образ трагический и трогательный, полный обаяния и человечности». Михаил Алпатов отмечал, что «в пределах всей многофигурной группы чёрная шубка Марии образует довольно правильную заострённую пирамиду, и это обособляет обречённую на гибель девушку от остальных членов семьи». В отличие от лица Меншикова, бледное лицо Марии написано более жидкой краской, менее заметными мазками. Глубокие тени вокруг её глаз подчёркнуты повторными лессировками — это позволило художнику передать как болезненный вид, так и глубокую печаль старшей дочери Меншикова. Чёрно-синяя шубка Марии написана корпусно, но с применением жидкой краски, с возможным добавлением лака и лессировочных пигментов.

#### Александра

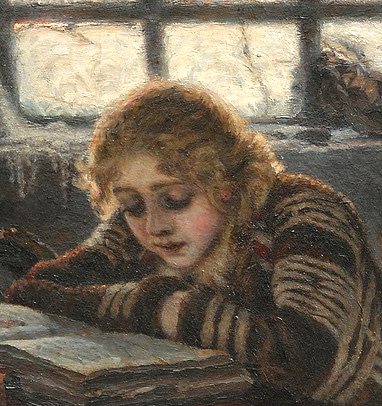
Александра

Младшая дочь Александра сидит на скамье у правого края стола, читая книгу, которая лежит перед ней. В отличие от сине-чёрной шубки Марии, одежда Александры написана радостными красками. Она одета в узорную юбку из полупарчи, на которой розовыми, белыми и золотыми нитями на лазоревом фоне вытканы крупные цветы. С передней стороны юбка прикрыта передником из серебряной парчи, что, по-видимому, указывает на наличие у младшей дочери хозяйственных обязанностей. На Александре также надета душегрея, вероятно, из оленьего меха, опушённая белым песцом и расшитая серой тесьмой со вставками алого сукна. Это специальный тип русской душегреи старинного покроя с двойными рукавами — на картине видно, что Александра отогнула второй рукав и подложила его под локоть, пряча пальцы в рукава, словно в муфту, чтобы их согреть. Она с увлечением читает церковную книгу, по-видимому, найдя в ней «живое, интересное содержание, способное отвлечь от мрачных дум».
Владимир Кеменов отмечал, что Александра — «типичная северная русская красавица в самую цветущую пору её девичества», и во всём её облике «есть что-то наивно-радостное, молодое, чего не может заглушить даже мрачная обстановка берёзовской избы», всё «дышит юностью, здоровьем, всё говорит о её приветливой, жизнерадостной натуре». Лицо Александры, расположенное на фоне окна, наполнено обаянием молодости и красоты. Создаётся впечатление, что озарённые светом белокурые волосы сами являются источником золотистого сияния, окутывающего её белое лицо с нежным румянцем. При этом, по мнению Михаила Алпатова, «в старательно читающей девушке много патриархальности». Лицо Александры написано «телеснее», чем лицо её старшей сестры, — художник использовал более густую кроющую краску, но применял её тонко и мягко, работая малозаметными мазками. Лессировка была использована только для передачи мягкой тени от густых ресниц. При этом более корпусно написан падающий из окна свет, как бы ореолом окружающий волосы Александры.

#### Александр

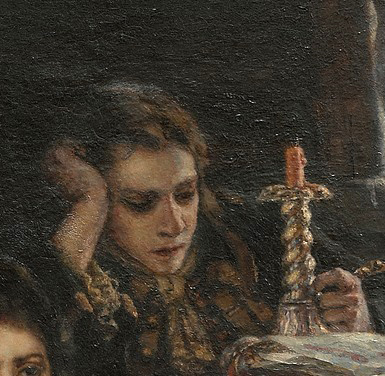
Александр

Сын Александр сидит в глубине избы, у дальнего края стола, между отцом и Александрой. Его худощавое юношеское лицо обрамляют пряди тёмно-каштановых волос. Поскольку Александр находится на заднем плане полотна, «вне фокуса», его лицо написано не так отчётливо, как у Меншикова-старшего. Кроме того, и сами черты лица не успели полностью сформироваться, в них всё ещё содержится свойственная юношескому возрасту неопределённость. Глаза Александра опущены — погружённый в свои невесёлые мысли, он рассеянно слушает чтение сестры, машинально отколупывая капли воска, образовавшиеся на подсвечнике. Это движение пальцев, безошибочно найденное художником, хорошо передаёт внутреннее состояние Александра, показывая, как тоскливо у него на душе. До ссылки он занимал видную должность при дворе — был обер-камергером несовершеннолетнего императора Петра II. Александр и на картине изображён одетым в обер-камергерский кафтан, украшенный галунами и мерцающим золотистым кружевом.
Описывая образ сына Меншикова, Алла Верещагина отмечала, что «умный, образованный, нервный юноша лишён цепкой живучести и пробивной силы, присущих отцу», но в то же время нет в нём и «пассивной обречённости» Марии — «ему присущи черты интеллигентской рефлексии, в его раздумье чудится попытка осмыслить случившееся». По мнению Владимира Кеменова, «образ младшего Меншикова дан настолько в атмосфере эпохи, что он мог открывать собой галерею рокотовских портретов не по годам серьёзных юношей, так как он им духовно сродни».

## Эскизы и этюды

### «Первая композиционная мысль» и эскизы

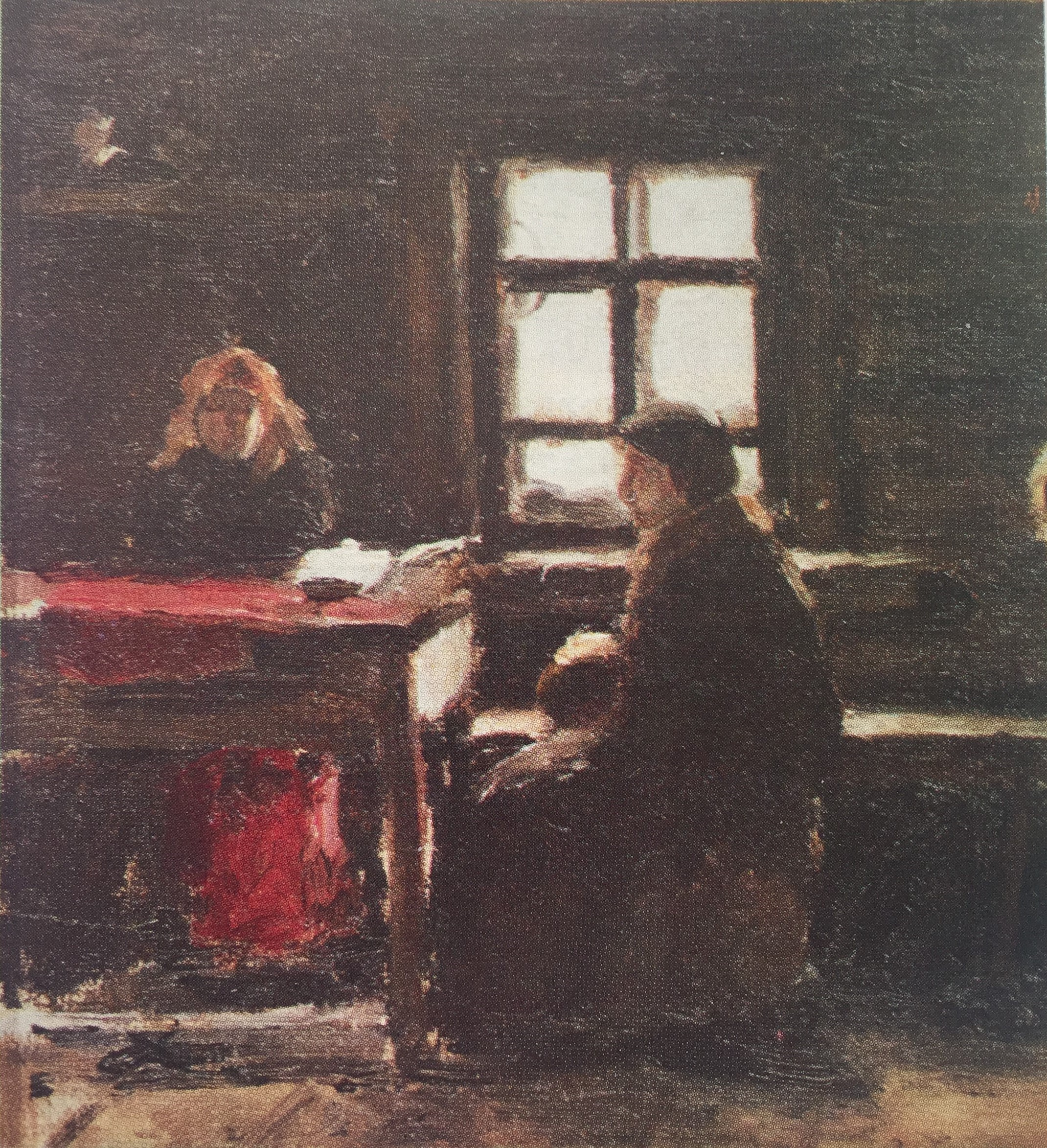
Две женщины в деревенской избе (1881, ГТГ)

«Первой композиционной мыслью» картины «Меншиков в Берёзове» считается созданный в 1881 году этюд «Две женщины в деревенской избе» (холст, масло, 26,9 × 24,2 см), хранящийся в Государственной Третьяковской галерее (инв. 26786). Этюд находился в собрании семьи Сурикова и был приобретён у наследников художника в 1948 году. Искусствовед Владимир Кеменов полагал, что этот этюд был «написан уже с полным прицелом на создание существующей в замысле картины».
Самым ранним из дошедших до нас эскизов считается недатированный карандашный набросок «Меншиков в Берёзове» (бумага, графитный карандаш, 11,4 × 16,3 см, ГТГ, инв. 27175, приобретён в 1948 году у наследников Сурикова). Искусствовед Алексей Сидоров писал, что в этом эскизе Сурикова в первую очередь интересовала «группа, объединение четырёх фигур в единое целое, при разности фигур и по масштабу, и по внутреннему значению; больше того, искание для группы и для отдельной фигуры места в пространстве». Владимир Кеменов отмечал, что этот рисунок уже содержит все основные черты композиционного решения будущей картины, включая «точное место, положение и поворот каждого персонажа».
За карандашным наброском следует живописный эскиз «Меншиков в Берёзове» (холст, масло, 1881, 32 × 41 см, ГТГ, инв. 6086). В 1906 году он был приобретён у автора коллекционером Иваном Цветковым и находился в Цветковской галерее, а в 1926 году вместе с другими экспонатами был передан в собрание Третьяковской галереи. Помимо раннего наброска, в этом эскизе художник также использует натурный этюд избы, изображая её холодное и слабо освещённое помещение; действующие лица одеты в зимнюю одежду. По словам Владимира Кеменова, этот эскиз «даёт общее колористическое решение картины через детальную разработку в цвете всей обстановки <…> и персонажей», и намеченный в нём колорит «очень близок к окончательному цветовому строю картины».
Также известно о существовании ещё одного живописного эскиза «Меншиков в Берёзове» (холст, масло, 32,5 × 43 см). Он находился в собрании П. А. Лезина (Москва), затем — в коллекции Лидии Руслановой (1900—1973), а после её смерти оставался в частном собрании в Москве. На этом, «видимо последнем», эскизе Суриков окончательно уточняет положение фигур Меншикова и его детей. По словам Владимира Кеменова, после создания двух живописных эскизов «композиция картины была решена полностью, все дальнейшие уточнения можно было делать прямо на холсте картины».
Эскизы картины «Меншиков в Берёзове»

### Этюды для действующих лиц
В Третьяковской галерее хранится этюд «Мужской портрет» (холст, масло, 60 × 48 см, инв. 26773), написанный Суриковым в 1882 году в процессе работы над образом Меншикова. Этюд находился в собрании семьи Сурикова и был приобретён у наследников художника в 1948 году. Известно, что натурщиком для этого портрета послужил отставной учитель одной из московских гимназий: по основной версии, Октавиан Иванович Невенгловский, хотя встречаются утверждения, что это мог быть Михаил Иванович Студенников. Обсуждая этот этюд, Владимир Кеменов отмечал «исключительную бережливость, с какой Суриков воспроизводил каждую чёрточку лица, каждую морщинку, вмятину, дряблую отвисшую кожу, небритость подбородка, взлохмаченные космы седых волос, тёмные нависшие брови и угрюмый, устремлённый вдаль взгляд».
В Третьяковской галерее находится графический этюд «Юноша, сидящий за столом» (бумага, графитный карандаш, 35,5 × 22,5 см, ГТГ, инв. 24757), использованный художником при работе над образом сына Меншикова. Для этого портрета Сурикову позировал Николай Егорович Шмаровин, брат московского мецената Владимира Шмаровина.
Ряд этюдов был создан при работе над образом старшей дочери Меншикова Марии, в частности набросок «Сидящая женская фигура» (бумага, карандаш, местонахождение неизвестно), «Портрет Е. А. Суриковой, жены художника» (бумага, акварель, 1882, местонахождение неизвестно) и «Старшая дочь Меншикова», или «Мария Меншикова» (бумага, акварель, 34,5 × 25 см, 1882, ГТГ, инв. Р-1380). Последний из этих рисунков ранее находился в собрании семьи художника. По словам Владимира Кеменова, этот акварельный этюд, «превосходно передающий болезненность бледной молодой женщины, зябко кутающейся в бархатную шубку, является подлинной жемчужиной акварельного творчества Сурикова». Алексей Сидоров называл этот этюд примером «действительно замечательной подлинной красоты».
Этюды для картины «Меншиков в Берёзове»
В собрании Третьяковской галереи также хранятся этюды «Голова девушки. Голова женщины в очках» (бумага, акварель, графитный карандаш, 22,2 × 32,2 см, инв. 24763), «Голова Меншикова в профиль. Нижняя часть лица» (бумага, акварель, графитный карандаш, 1882, 24 × 34 см, инв. 27168) и «Портреты Меншиковых», или «Портреты семьи Меншиковых» (бумага, акварель, графитный карандаш, 24,2 × 34 см, 1882, инв. 27167).
Рисунки «Голова Меншикова в профиль» и «Портреты Меншиковых» были созданы по результатам поездки художника в село Александрово Клинского уезда, где находилось подмосковное имение Меншиковой-Корейши. На первом из них Суриков своей рукой подписал: «А. Д. Меншиков, с бюста в c[еле] Александровском, имение Меншикова в Клинском уезде». На этюде «Портреты Меншиковых» слева изображена Мария, а женский портрет справа подписан «Дарья Александровна». Поскольку младшая дочь Меншикова — Александра, а жена — Дарья Михайловна, то не вполне ясно, или художник ошибся в подписи, или же, не найдя портрета Александры, он зарисовал один из фамильных женских портретов «впрок», предполагая возможность семейного сходства. В центре этого же этюда находится набросок Александра-младшего, подписанный «сын Меншикова». На нём изображён «юноша с серьёзным лицом в парике и кафтане». Этюд «Голова девушки. Голова женщины в очках», по-видимому, был использован художником при работе над образом Александры, младшей дочери Меншикова.
Этюды для картины «Меншиков в Берёзове»

### Этюды для внутреннего убранства избы
Несколько этюдов были созданы Суриковым при работе над изображением внутреннего убранства избы, в частности «Лампада» (бумага, акварель, 24,8 × 16,1 см, 1881—1882, Государственный Русский музей, инв. Р-6735, ранее в собрании Бессмертной, Москва) и «Подсвечник» (холст, масло, частное собрание, Москва). По некоторым сведениям, художник списывал витой подсвечник с подлинного шандала Петра I, хранящегося в Оружейной палате.
К числу таких этюдов также относят рисунок «Деревенская божница» (бумага, акварель, 23,8 × 33,8 см, ГТГ). Искусствовед Лев Мочалов причислял «Деревенскую божницу» к числу «очень поэтичных, тонко гармонизированных по цвету, колористически драгоценных» натюрмортов Сурикова. По мнению Владимира Кеменова, при работе над картиной «Меншиков в Берёзове» Суриков лишь частично воспользовался этим этюдом («расположение икон под самым потолком, высота полки и лампады относительно окна и т. д.»), отбросив при этом неуместные для божницы Меншикова раскольничьи кресты.
Этюды для картины «Меншиков в Берёзове»

## Отзывы и критика

### XIX век
В журнале «Живописное обозрение» (№ 13 за 1883 год) литературовед и писатель Пётр Полевой отметил, что «при весьма крупных недостатках и в изображении отдельных фигур и в группировках их» картина «Меншиков в Берёзове» «имеет некоторые выдающиеся, несомненные достоинства». К числу таких достоинств Полевой в первую очередь относил «выразительность лиц и тот общий отпечаток подавленности, отпечаток глубокой печали, общего уныния, который лежит на всех участвующих в картине», а также дополняется печальной обстановкой, окружающей действующих лиц полотна.

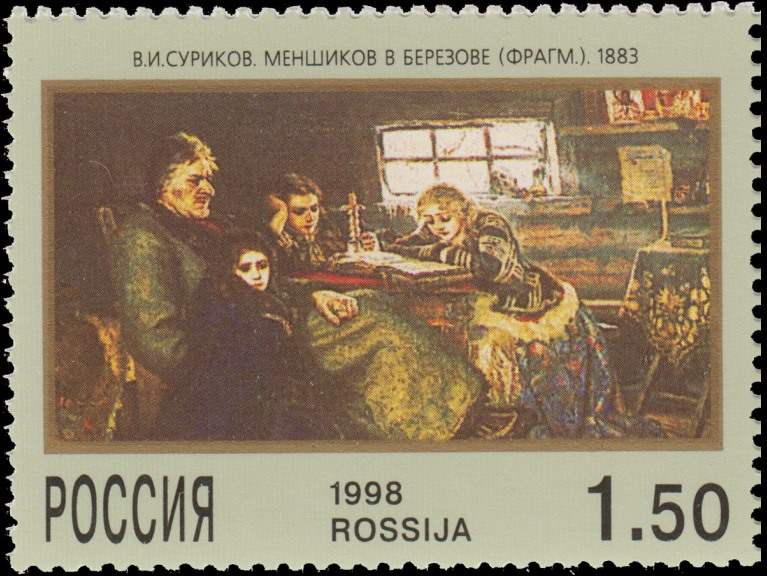
Картина «Меншиков в Берёзове» на почтовой марке России 1998 года

В статье об 11-й передвижной выставке, опубликованной в газете «Русские ведомости» (выпуск от 4 мая 1883 года), художественный критик Владимир Сизов дал подробное описание картины «Меншиков в Берёзове», написав, в частности, что Суриков представил Меншикова «львом в клетке, который притом находится как бы под свежим впечатлением своего падения». Сизов также отметил, что «в манере письма, в экспрессии лица видна сила и энергия художника». По словам Сизова, появление этого произведения Сурикова «служит верным ручательством в серьёзности направления художника и в его будущих успехах».
Когда 11-я передвижная выставка находилась в Киеве, содержательную оценку полотну «Меншиков в Берёзове» дал художник и педагог Николай Мурашко, опубликовавший статью в местной газете «Заря» (1883, № 249). По его словам, это «картина, от которой зритель, раз взглянув на неё, уже не может отойти». Мурашко отмечал, что «некрасивая и угловатая в своих очертаниях голова» Меншикова — в недавнем прошлом стяжателя и честолюбца — «трогает душу спокойным, безысходным страданием, запечатлённым на лице его», при этом ещё большие эмоции вызывает вид «ни в чём не повинных страдальцев» — детей Меншикова, двух его дочерей и сына. Мурашко писал, что на суриковской картине «изображено страдание тихое, спокойное, но глубоко захватывающее душу».

### XX и XXI века
Художник Михаил Нестеров называл полотно «Меншиков в Берёзове» своей самой любимой картиной Сурикова. Вспоминая об обстоятельствах её появления на выставке 1883 года, Нестеров писал: «Нам, тогдашней молодёжи, картина нравилась, мы с великим увлечением говорили о ней, восхищались её дивным тоном, самоцветными, звучными, как драгоценный металл, красками». По словам художника, зрителей восхищали «типы, характеры их, трагические переживания, сжатость, простота концепции картины, её ужас, безнадёжность и глубокая, волнующая трогательность», так что из всех суриковских драм «Меншиков» являлся «наиболее „шекспировской“ по вечным, необъяснимым судьбам человеческим».

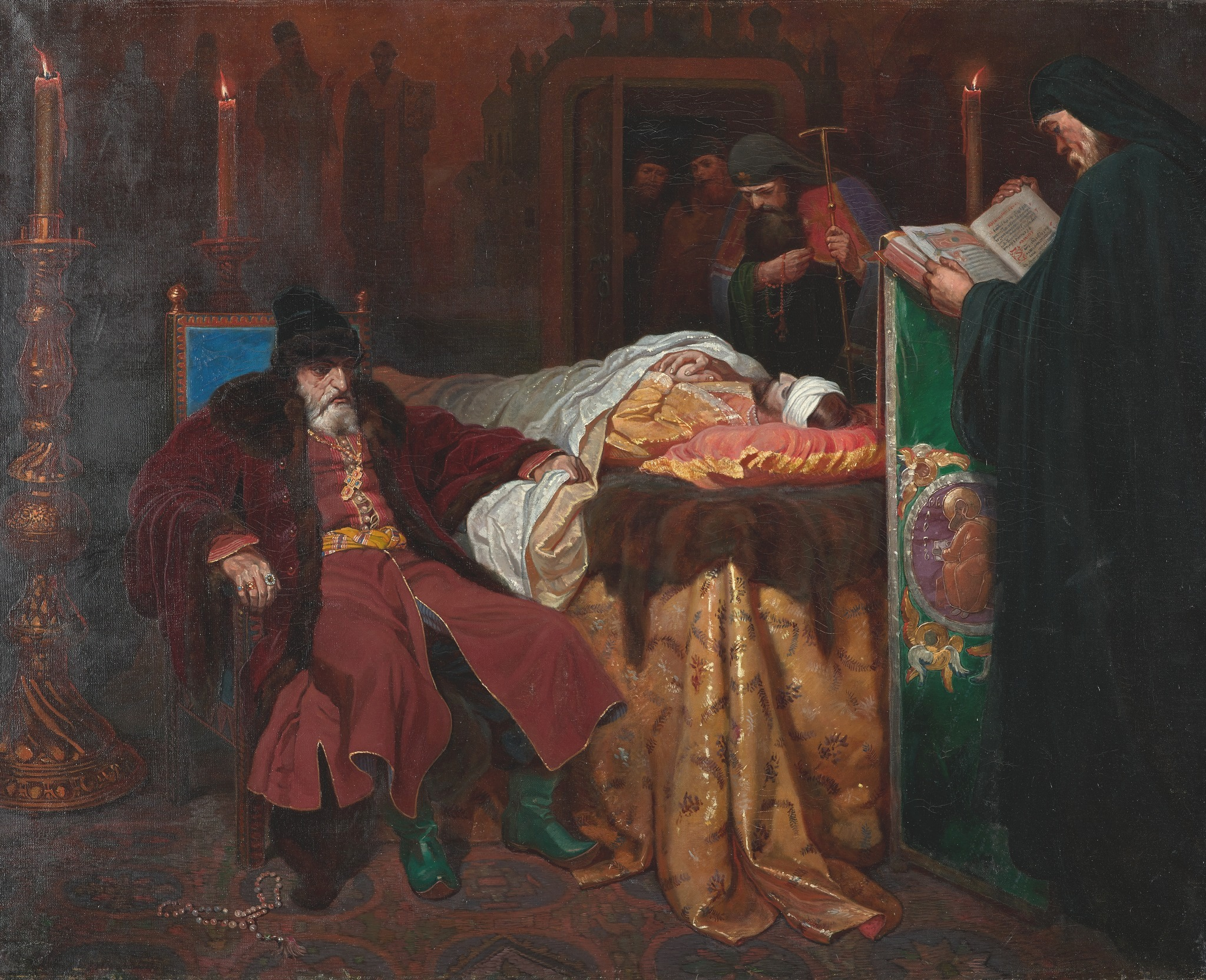
Вячеслав Шварц. Иван Грозный у тела убитого им сына (1864, ГТГ)

Искусствовед Михаил Сокольников отмечал, что из всех картин, созданных Суриковым, «Меншиков в Берёзове» — «самая гармоническая в художественном отношении и самая сильная по своему выражению». В отличие от монументальных полотен «Утро стрелецкой казни» и «Боярыня Морозова», в «Меншикове» художник «выражал правду человеческой души, не окружая героя толпой». По словам Сокольникова, своим полотном «Меншиков в Берёзове» Суриков продолжил традицию «исторических интерьерных картин» в русской живописи, начатую Вячеславом Шварцем («Иван Грозный у тела убитого им сына», 1864) и Николаем Ге «Пётр I допрашивает царевича Алексея Петровича в Петергофе», 1871). По мнению Сокольникова, Суриков сделал после Ге большой шаг вперёд «как исторический живописец и „композитор“», в первую очередь благодаря своему умению «находить психологию вещей и окружения».

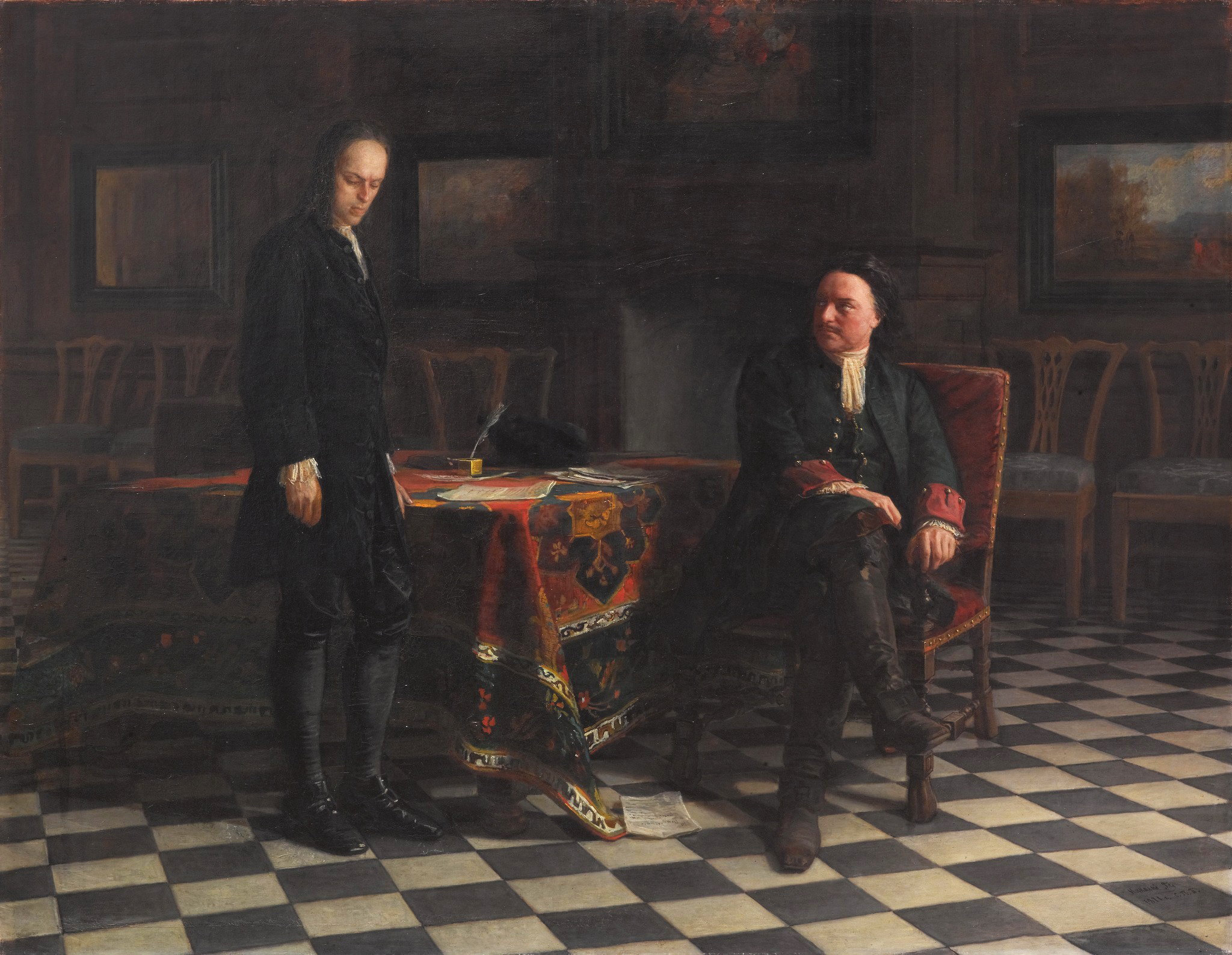
Николай Ге. Пётр I допрашивает царевича Алексея Петровича в Петергофе (1871, ГТГ)

Отмечая сложности, связанные с созданием четырёхфигурной композиции, «при том без намёка на какое-либо движение», художник и искусствовед Игорь Грабарь писал, что подобная задача «представляет такой клубок почти неразрешимых трудностей, что справиться с ними было под силу только подлинному живописцу-гению». По мнению Грабаря, при работе над «Меншиковым в Берёзове» Сурикову удалось преодолеть все эти препятствия и создать «произведение, подобного которому трудно подыскать в истории мирового искусства». Грабарь считал «Меншикова» самым колоритным из всех суриковских полотен и, более того, одним из лучших по колориту произведений всей русской школы живописи. По его словам, там «всё насыщено цветом с такой расточительной щедростью, которая по плечу только гениям».
Соглашаясь с мнением Грабаря, искусствовед Владимир Кеменов писал, что «в „Меншикове“ Суриков впервые предстал как изумительный, тончайший колорист» и его картина представляет собой «образец прекрасной колористической живописи». Анализируя технику Сурикова, Кеменов отмечал, что большое влияние на неё оказал интерес художника к акварели, — в частности, приём, основанный на использовании многократных жидких прописок и лессировок по корпусной подготовке, явился «ценнейшим свойством живописи „Меншикова“» и «превратил красочный слой в какой-то драгоценный сплав». По словам Кеменова, «Меншиков в Берёзове» «принадлежит к числу шедевров мировой живописи» и является «такой же блистательной вершиной творчества Сурикова, как и „Боярыня Морозова“».
Искусствовед Дмитрий Сарабьянов писал, что полотно «Меншиков в Берёзове» было создано в тот период, когда Суриков разрабатывал тему народной трагедии и, в частности, интересовался судьбами людей Петровского времени. По словам Сарабьянова, «в этой по праву снискавшей себе славу „шекспировской“ картине живёт то же трагическое восприятие действительности, которое характерно для других произведений 80-х годов». Сарабьянов отмечал, что в 1880-х годах смысл трагедий Сурикова, в число которых входит и «Меншиков», «состоит в том, что его герои исторически обречены, хотя и полны сил и воли к борьбе».

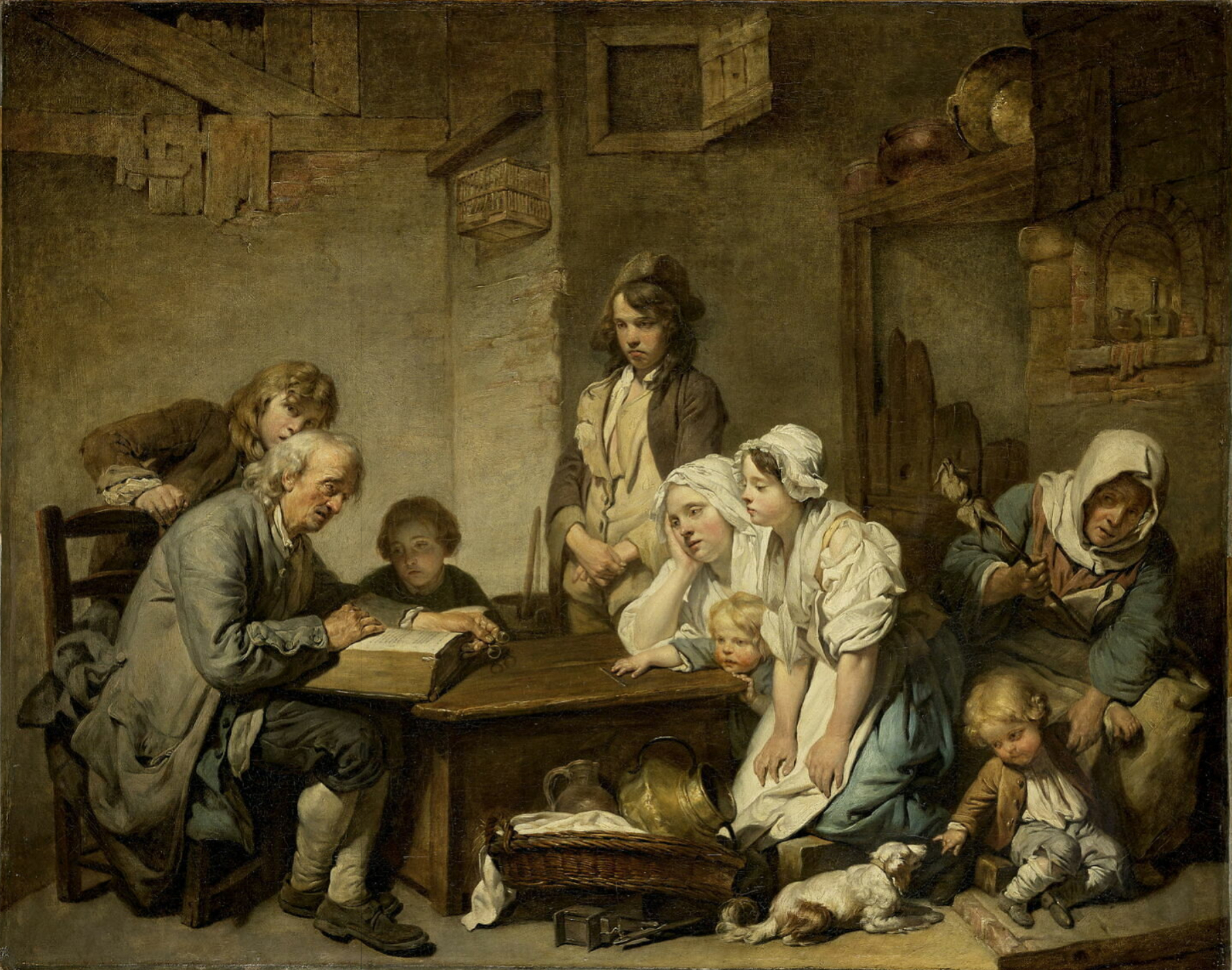
Жан-Батист Грёз. Чтение Библии (1755, Лувр)

Искусствовед Михаил Алпатов писал, что в «Меншикове в Берёзове» Суриков проявил «безошибочное владение мастерством „исторического ракурса“» — он «начинает с полуслова, ставит нас на перекрёстке событий, откуда можно охватить наиболее обширный круг явлений, уловить связь между множеством исторических сил». Суриков не стал показывать эпизод, когда Меншикова выводят из его роскошного дворца и сажают в возок, увозящий его к месту ссылки, или изображать мелодраматические эффекты, связанные с последними часами жизни Александра Даниловича в Берёзове, — по словам Алпатова, художник остановился на том моменте, когда «Меншиков уже свергнут, унижен, с него сошёл лоск фаворита, его покинула надменность временщика, но он ещё не утратил несгибаемую волю государственного мужа». Сравнивая «Меншикова в Берёзове» с полотном Жана-Батиста Грёза «Чтение Библии» (1755), где изображена собравшаяся за столом крестьянская семья во главе с «седым дедом», Алпатов писал, что вид этой выполненной по всем академическим правилам, «отменно нравоучительной, но и невыносимо скучной картины» французского художника позволяет по достоинству оценить композицию Сурикова. По словам Алпатова, «лишь перед истинными шедеврами возникает ощущение, что иначе, чем это сделано мастером, и быть не могло», и, по его мнению, именно к таким произведениям относится суриковский «Меншиков».

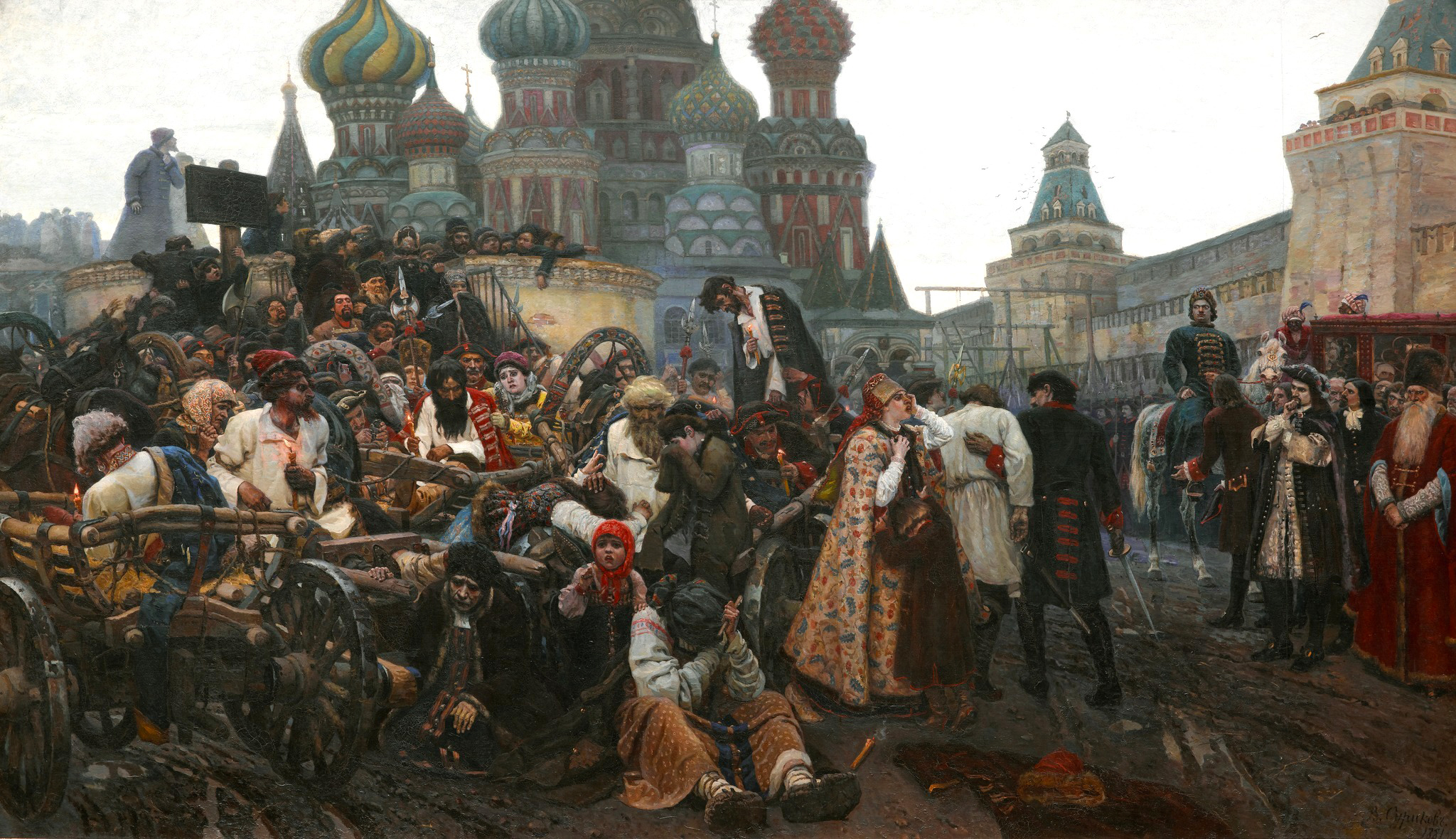
Василий Суриков. Утро стрелецкой казни (1881, ГТГ)

Искусствовед Алла Верещагина отмечала, что, несмотря на кажущуюся простоту сюжета полотна «Меншиков в Берёзове», при внимательном и вдумчивом рассматривании картины зрителю откроется её «глубокий драматизм и трагический подтекст», «перед ним развернётся историческая драма, в судьбах одной семьи увидит он проявление исторической трагедии, пережитой страной в начале XVIII века». Обсуждая художественные достоинства картины, в частности цветовую гамму и использование источников освещения, Верещагина писала, что «„Меншиков“ — один из живописных шедевров русского искусства».
Сравнивая «Меншикова в Берёзове» с предшествующим полотном Сурикова — «Утром стрелецкой казни», искусствовед Нонна Яковлева писала, что в более позднем из этих произведений на смену «пространства толпы» пришло «пространство личности». По словам Яковлевой, «если в „Стрельцах“ зрителю представала историческая панорама, в которой глаз выхватывал отдельные наиболее яркие личности, то „Меншиков в Берёзове“ — словно увеличенный фрагмент — одна из множества семейных групп». Яковлева отмечала, что в «Меншикове» усилено портретное начало, характеры действующих лиц выразительны, «каждый образ достоверно и художественно убедительно развёрнут в прошлое и будущее».

## Комментарии
1. ↑  Дом В. И. Вагнера, в котором жил Суриков, находился у самого Садового кольца, частью которого является Зубовский бульвар. Дом был снесён в соответствии с планом реконструкции Садового кольца[54].
2. 1 2  Для датировки событий, происходивших в Российской империи, используется юлианский календарь («старый стиль»).
3. 1 2  Согласно «Толковому словарю русского языка», временщи́к — «человек, получивший высокое положение по воле стоящего у власти покровителя»[89].
4. ↑  «Полудержавным властелином» Меншикова назвал Александр Пушкин в своей поэме «Полтава»: перечисляя птенцов гнезда Петрова, он писал: «И Шереметев благородный, / И Брюс, и Боур, и Репнин, / И счастья баловень безродный, / Полудержавный властелин…»[120].
5. ↑  Некоторые авторы ошибочно называют младшую дочь Меншикова Дарьей[125][126].
6. ↑  Посёлок Берёзово (ранее город Берёзов) расположен на орографически левом берегу реки Северная Сосьва[135], также известной как Большая Сосьва[136]. Просто Сосьвой (или Южной Сосьвой) называют реку в Свердловской области, одну из составляющих реки Тавды[137]. Тем не менее во многих публикациях Северную Сосьву тоже называют просто Сосьвой, без уточнения[133][134].